# Вашингтон, Джордж
Джордж Ва́шингтон (англ. George Washington [ʤɔːɹʤ ˈwɒʃɪŋtən]; 22 февраля 1732, Поупс-Крик, колония Виргиния, Британская Америка, Британская империя — 14 декабря 1799, Маунт-Вернон, штат Виргиния, США) — американский государственный и политический деятель, первый президент Соединённых Штатов Америки (1789—1797), один из отцов-основателей США, главнокомандующий Континентальной армией, участник войны за независимость и создатель американского института президентства.
Родился в семье землевладельца, работал землемером, участвовал в экспедициях лорда Фэрфакса. В 1752 году стал офицером вирджинского ополчения, принял участие в военных действиях против французов и индейцев. В 1758 году вышел в отставку в чине полковника. В 1759 году Вашингтон женился на Марте Дендридж Кастис и активно занялся обустройством своего имения, став одним из самых богатых плантаторов Виргинии.
В 1758—1774 годах Вашингтон избирался в Законодательное собрание Виргинии, где боролся с метрополией за права колоний, осуждая тем не менее насильственные действия. Был одним из делегатов Первого континентального конгресса. После вооружённых столкновений с Великобританией Вашингтон был единогласно избран главнокомандующим Континентальной армией. Он руководил ею от осады Бостона в 1775 году до капитуляции английских войск у Йорктауна в 1781-м. В ноябре 1783 года, после заключения Парижского мирного договора, сложил свои полномочия и удалился в поместье Маунт-Вернон.
Председательствовал на Конституционном съезде 1787 года, на котором были утверждены Конституция Соединённых Штатов и федеральное правительство. Вашингтон сыграл ключевую роль в принятии и ратификации Конституции.
В 1789 году Джордж Вашингтон был единогласно избран первым президентом США, а в 1792 году его переизбрали на второй срок (также единогласно). Будучи главой государства, он содействовал укреплению Союза, претворению в жизнь принципов конституции и строительству столицы Соединённых Штатов. Занимался формированием центральных органов власти и системы управления, создавал прецеденты института президентов, поощрял развитие экономики. Поддерживал дружественные отношения с Конгрессом. В 1794 году подавил первое в истории США восстание против государственной власти. Во внешней политике избегал вмешательства в дела европейских государств. Отказался баллотироваться на президентский пост в третий раз.
Покинув пост президента, Вашингтон жил в усадьбе Маунт-Вернон. Во время обострения отношений с Францией летом 1798 года он был назначен главнокомандующим армией в звании генерал-лейтенанта. В ночь на 15 декабря 1799 года Вашингтон скончался и был похоронен в фамильном склепе в усадьбе Маунт-Вернон 18 декабря.

## Происхождение

Герб Вашингтонов

Семья Вашингтонов вела своё происхождение от сэра Уильяма Хэтбёрна, который получил имение Уэссингтон (Wessyngton) в графстве Дарем и стал основателем новой фамилии. Первым из Вашингтонов в Новом Свете появился Джон Вашингтон, прибывший в Вирджинию в 1657 году на торговом кече «Лондонская морская лошадь» за грузом табака. Корабль был повреждён, и Джон остался в Америке на зимовку. За время зимовки он подружился с колонистом Натаниелем Поупом и женился на его дочери Энн Поуп. К 1668 году в их семье было пять детей. Старшим был Лоуренс Вашингтон, который родился в сентябре 1659 года и на момент смерти отца обучался в Англии. Он унаследовал имения Маттокс-Крик и Литл-Хантинг-Крик, но не проявлял интереса к этим владениям, уделяя больше внимания гражданской службе: он служил шерифом округа Уэстморленд, а в 1685 году стал делегатом Палаты бюргеров. Ему было 27 лет, когда он женился на Милдред Уорнер, дочери Огастина Уорнера и Милдред Рид. Лоуренс умер в 1698 году, разделив свои владения на четыре части: одну получила его жена, остальное — дети: Огастин, Джон и Милдред. Его вдова стала опекуном его детей. В 1700 году она вышла замуж за Джорджа Гейла и уехала в Англию, где умерла в январе 1701 года.
Милдред завещала свои земли Гейлу, но родственники Огастина по отцу обязали Гейла через суд вернуть земли детям Лоуренса, а самих детей отправить обратно в Америку. В 1715 году Огастин достиг совершеннолетия и в том же году женился на Джейн Батлер, дочери плантатора Калеба Батлера. Он расширил свои владения и к 1726 году построил там новый дом, впоследствии известный как Уэйкфилд. В 1729—1730 годах он посещал Англию, а вернувшись, обнаружил, что его жена умерла. Она оставила троих детей: Лоуренса (1718—1752), Огастина-младшего (1720—1762) и Джейн (1722—1735).
6 марта 1731 года Огастин женился вторым браком на Мэри Болл, дочери Джозефа и Мэри Джонсон Болл. Её отец приехал в Америку около 1649 года и умер в 1707 году, оставив дочери в наследство 400 акров земли. 11 февраля (22 февраля) 1732 года, предположительно в доме на Поупс-Крик, родился её первый сын, которого крестили 5 апреля и назвали Джорджем, вероятно, в честь опекуна Мэри, Джорджа Эскриджа. Крёстной матерью стала Милдред, сестра его отца.

## Детство

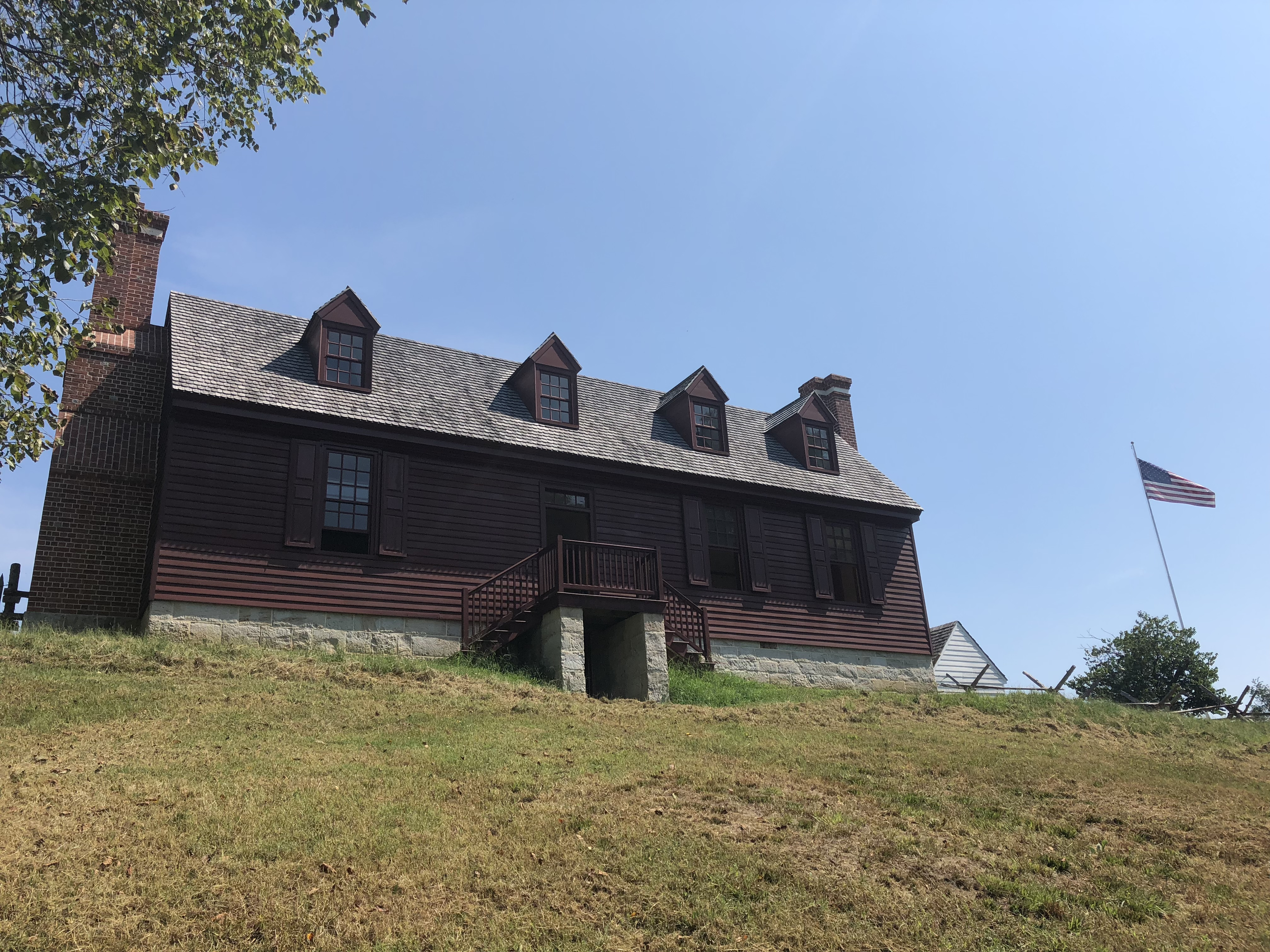
Реконструкция дома Вашингтона в Ферри-Фарм (2019)

Джордж Вашингтон родился 11 февраля (22 февраля) 1732 в усадьбе Поупс-Крик (Уэйкфилд) и там провёл первые годы жизни, но уже в 1735 году семья переехала в усадьбу Эпсевассон, а в 1738 году Джордж в третий раз сменил дом, когда его семья переехала в Ферри-Фарм около города Фредериксберг, где была хорошая школа. Через два месяца после переезда Вашингтону исполнилось 7 лет, и он достиг возраста, в котором детей начинали учить чтению и счёту. В том же 1738 году из Англии вернулся Лоуренс Вашингтон, который сразу стал для Джорджа авторитетом и образцом для подражания.
В 1740 году Лоуренс Вашингтон получил звание капитана и отправился служить под началом адмирала Вернона на Ямайку. Он едва выжил при неудачной осаде Картахены в 1741 году, а в его отсутствие, весной 1743 года, Огастин Вашингтон опасно заболел. Джордж в те дни навещал родственников; его срочно вызвали домой, но, когда он приехал, отец был уже при смерти. 12 апреля 1743 года он умер. 6 мая было озвучено завещание. Огастин оставил в наследство детям 10 000 акров земли и 49 рабов. Основную часть наследства получил его старший сын Лоуренс, Огастину-Младшему перешли все земли в Уэстморленде. Джорджу Вашингтону достались поместье Ферри-Фарм (260 акров), 10 рабов и три земельных участка во Фредериксберге. По мнению Фримана, наследство Джорджа Вашингтона представляло собой ферму среднего размера на не самой плодородной земле, и, хотя Джорджу было всего 11 лет, это наверняка ставило перед ним вопрос: должен ли он вести жизнь мелкого землевладельца или же ему стоит попытать счастья в какой-то другой области.
19 июля 1743 года Лоуренс женился на Анне Фэрфакс, дочери аристократа Уильяма Фэрфакса, который был управляющим владений своего родственника Томаса Фэрфакса, 6-го лорда Камерона, и этот брак позволил Джорджу близко познакомиться с семьёй Фэрфаксов. Наблюдая за жизнью Лоуренса и лорда Фэрфакса, Вашингтон захотел стать чем-то бо́льшим, чем просто обычным владельцем небольшой фермы. Лоуренс полагал, что служба на флоте может дать наилучшие перспективы, и склонял своего брата Джорджа именно к этому роду деятельности. Джордж находился под большим влиянием Лоуренса, но против морской карьеры были его мать Мэри Болл и её родственники. Под их давлением Джордж Вашингтон был вынужден (в 1746 году) отказаться от морской службы и избрать карьеру землемера. Обучиться этому ремеслу было несложно: в доме имелись инструменты его отца, а в окрестностях было у кого научиться. К 1747 году он уже начал зарабатывать свои первые деньги.

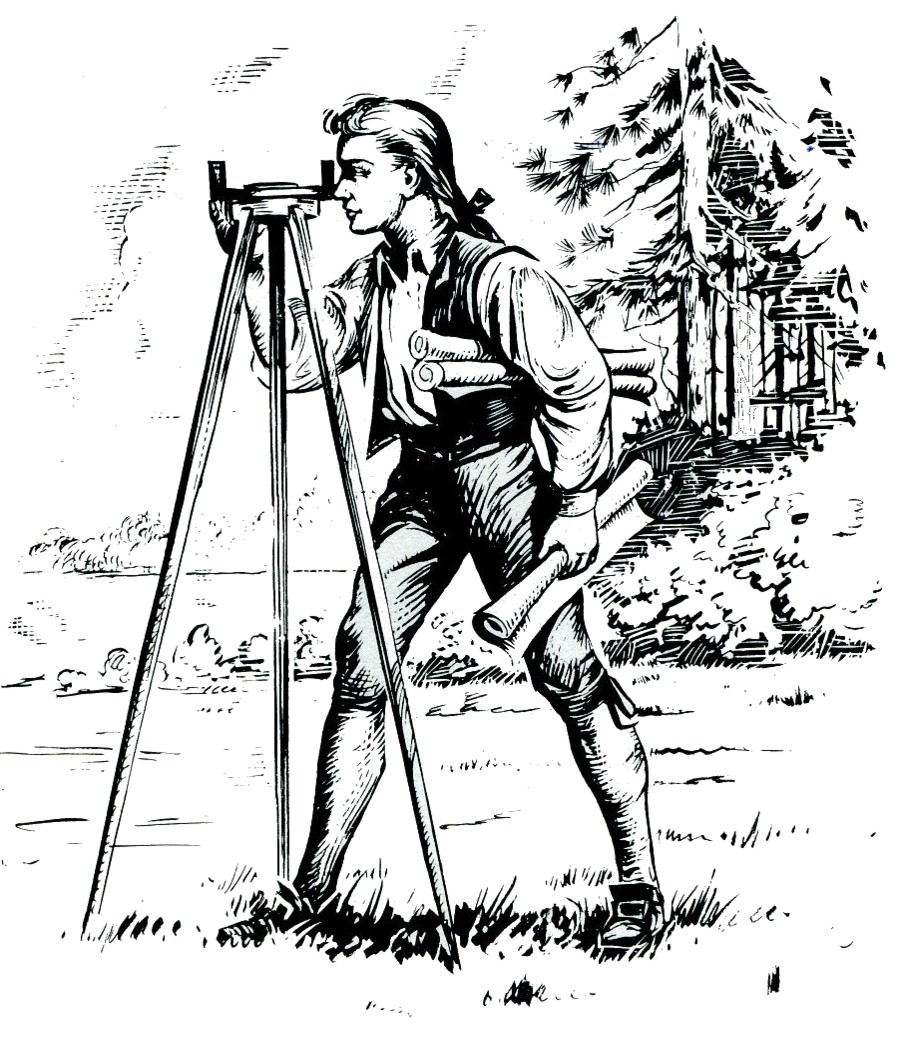
Юный Вашингтон в роли землемера. Фронтиспис одного из изданий Службы национальных парков США, 1956

Осенью 1747 года Джордж окончил школу и стал чаще бывать у Лоуренса в усадьбе Маунт-Вернон и у лорда Фэрфакса в усадьбе Бельвуар. В одном из писем тех лет Вашингтон писал: «Я нахожусь сейчас при лорде, где могу со своим свободным сердцем проводить время весьма приятно, так как в том же доме живёт весьма приятная юная леди; но это только подливает масла в огонь и я становлюсь ещё более неловким, поскольку пребывание в её компании оживляет воспоминания о моей бывшей любви к вашей красавице из нижних земель; тогда как живи я вдали от юных дам, я мог бы в какой-то мере облегчить свои печали, похоронив эту чистую и мучительную страсть в могиле забвения». Традиционно считается, что красавицей из нижних земель была Люси Граймс (1734—1792), впоследствии жена полковника Генри Ли II и бабушка генерала Роберта Ли. В книге Брэдли Джонсона она ошибочно названа матерью генерала Ли.
В том году колонию посетил Томас Ферфакс, решивший отправить экспедицию для изучения западных окраин колонии Вирджиния. Он познакомился с Вашингтоном и позволил ему принять участие в экспедиции, которую возглавил Джордж Уильям Фэрфакс. 11 марта 1748 года отряд покинул Бельвуар, проследовал через ущелье Эшби-Гэп в долину Шенандоа и 14 марта занялся землемерными работами около Фредерика (ныне Винчестер). 20 марта отряд переправился через Потомак и проследовал по территории Мэриленда на запад, где 24 марта Вашингтон впервые в жизни увидел индейцев. 8 апреля отряд повернул обратно, и через пять дней Вашингтон вернулся в Маунт-Вернон. В ходе этого небольшого путешествия Джорджу впервые пришлось спать на открытом воздухе, готовить еду на огне и общаться с индейцами. Ему удалось немного ознакомиться с жизнью фронтира.
В 1748 году вирджинские власти приняли решение основать город Александрия, и летом 1749 года начались землемерные работы, в которых Вашингтон принял участие. Тем же летом он смог добиться должности землемера только что созданного округа Калпепер. Он дал клятву верности королю и его правительству и клятву отречения (Oath of Abjuration) от потомков короля Якова. Между тем его брат Лоуренс стал одним из основателей Огайской компании, которая получила королевский грант на заселение долины реки Огайо. В 1750 году умер президент компании, Томас Ли, и президентом стал Лоуренс. Но здоровье его ухудшалось, и, не желая зимовать в Вирджинии, он решил отправиться на Барбадос, взяв с собой Джорджа. 28 сентября 1751 года они покинули на корабле Вирджинию и в начале ноября прибыли в Бриджтаун. Здесь Джордж увидел Форт Джеймс, первый форт в своей жизни. Вероятно, в первый же день на острове он заразился оспой и пережил несколько приступов, но полностью выздоровел к началу декабря. 21 декабря он расстался с Лоуренсом и отправился назад в Вирджинию. 27 января 1752 года он прибыл в Йорктаун и оттуда отправился в Уильямсберг, чтобы передать письма с Барбадоса губернатору Роберту Динвидди. Это была его первая встреча с губернатором. Путешествие на Барбадос дало Вашингтону иммунитет к оспе; теперь он мог жить на фронтире, в военном лагере или казарме, не опасаясь заболевания.
Лоуренс вернулся в Вирджинию в июне 1752 года; его здоровье только ухудшилось, и 26 июля он скончался. Всё своё имущество и усадьбу Маунт-Вернон он завещал своей дочери Саре, в случае смерти которой всё переходило его жене, а в случае её смерти — к братьям Джорджу и Огастину. Лоуренс оставил множество долгов, и на приведение его финансов в порядок впоследствии ушло три года.

## Военная карьера
Лоуренс Вашингтон при жизни был адъютантом колониального ополчения, но уже в 1752 году колониальные власти решили сделать три адъютантские должности вместо одной. Джордж Вашингтон никогда не имел дела с военными, но решил заполучить это место. Ещё до возвращения Лоуренса Джордж посещал Уильямсберг и разговаривал с губернатором по этому вопросу. Смерть Лоуренса ускорила принятие решения об адъютантских должностях, и 6 ноября колониальные власти приняли решение о создании 4 дистриктов и 4 адъютантских должностей. Джордж получил звание адъютанта и Южный Дистрикт (пространство между рекой Джеймс и границей Северной Каролины), который считался самым далёким и наименее интересным. В ту же осень открылась новая масонская ложа во Фредериксберге, и 4 ноября Джордж вступил в неё, уплатив вступительный взнос в 2,3 $.
Весной 1753 года губернатор приказал устроить общий смотр ополчения в сентябре, а адъютантам было приказано подготовить к смотру офицеров. Вашингтону пришлось изучить множество специализированной литературы, чтобы разобраться в вопросе. Между тем осложнилась ситуация на фронтире: в 1749 году маркиз де Галиссеньер, губернатор Канады, стал прилагать усилия по присоединению региона Огайо к французским колониям. Пенсильвания и Вирджиния начали готовиться противодействовать французам. Губернатор решил отправить миссионера, который бы предупредил французов о нежелательности их присутствия в Огайо. Лорд Фэрфакс рассказал об этом Вашингтону, а тот отправился в Уильямсберг и предложил назначить его этим миссионером. Как ни странно, губернатор согласился. Впоследствии Вашингтон сам удивлялся, что столь важное задание было поручено столь молодому и неопытному человеку. В ноябре 1753 — январе 1754 года он совершил экспедицию в Огайо, доставив губернатору важную информацию о намерениях французов. Благодаря экспедиции Вашингтон приобрёл навыки выживания в лесу, познакомился с нравами индейцев и научился искусству переговоров с ними. Сразу же после возвращения ему было приказано возглавить полк и отправиться с ним в долину Огайо: это привело к столкновению с французами и сражению за форт Несессити, в ходе которого полк Вашингтона капитулировал.
В ноябре 1754 года Вашингтон подал губернатору Динвидди прошение об отставке и вернулся к частной жизни, но весной 1755 года началась экспедиция Брэддока и Вашингтон присоединился к ней добровольцем. После разгрома экспедиции Вашингтона назначили главнокомандующим вирджинских войск со штабом в Винчестере. Он занялся обороной долины Шенандоа и строительством форта в Винчестере. В 1758 году он принял участие в походе Форбса на форт Дюкен, а перед самым походом познакомился с Мартой Кастис, сделал ей предложение и получил согласие. 25 ноября британский авангард под личным командованием Вашингтона занял форт Дюкен. С французским доминированием в Огайо было покончено, индейцы перешли на сторону победителя и со всеми племенами в регионе было заключено мирное соглашение.
Летом 1758 года прошли выборы в Палату бюргеров, и Вашингтон выставил свою кандидатуру, рассчитывая покинуть армию после завершения кампании. В его отсутствие в Винчестере он был выбран 24 июля делегатом от округа Фредерик, получив 309 голосов из 397.
В конце 1758 года Вашингтон подал в отставку. Пять лет военной карьеры дали ему ценный опыт: он оценил все недостатки тех методов, которые применяла британская регулярная армия в Северной Америке, привык к неудачам и поражениям, научился тренировать полки и освоил азы военной стратегии, проявил способности к руководству и к выполнению сложных заданий, а самое главное, стал убеждённым сторонником сильной центральной власти и эффективной исполнительной системы.

## Жизнь плантатора

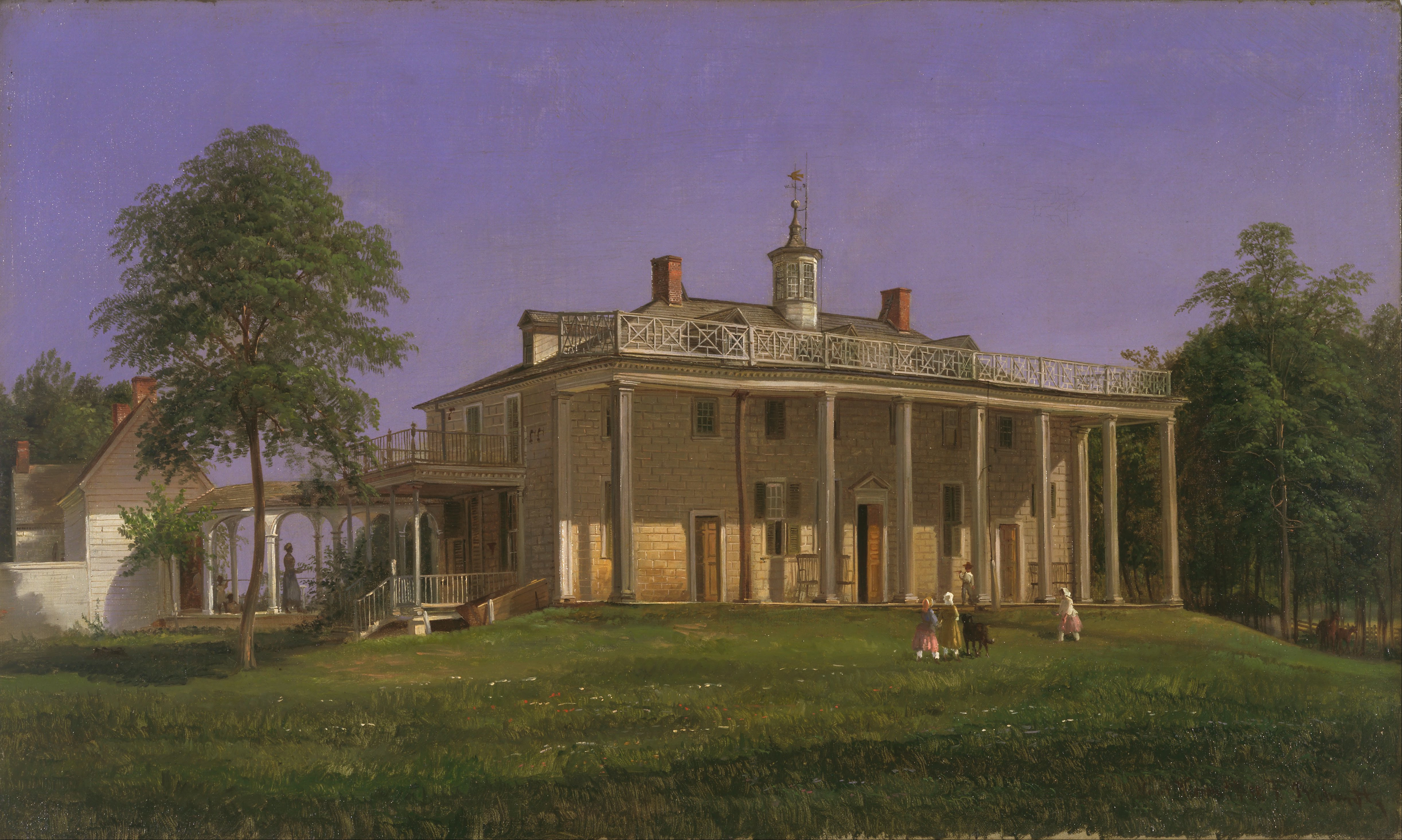
Усадьба Маунт-Вернон. Картина 1858 года

Сразу после отставки Вашингтон женился на Марте Кастис. Венчание произошло 6 января 1759 года, вероятно, на плантации Белый Дом. По одной из версий венчание проходило в церкви Святого Петра неподалёку, но историки (например, Дуглас Фриман) считают это маловероятным. Мэри Болл, мать Вашингтона, не присутствовала на свадьбе и не навещала новобрачных целый год, а впоследствии никогда не посещала Маунт-Вернон.
Брак Вашингтона был счастливым, и они с женой никогда не ссорились, хотя детей у них не было. Впоследствии в своей инаугурационной речи он сказал, что Провидение не дало ему детей, чтобы он не был заинтересован в установлении наследственной монархии. Многие современники разделяли эту точку зрения. Говернер Моррис после смерти Вашингтона сказал: «Американцы! У него не было детей, но вы были его детьми».
Брак и приданое жены сделали Вашингтона одним из самых богатых людей в колонии. В его собственность перешли 85 рабов, и теперь он владел собственностью в шести округах, ему принадлежали 8000 акров земли и рабы на сумму 9000 фунтов. 14 марта 1761 года умерла Энн Фэрфакс Ли, жена его брата Лоуренса, и по условиям завещания усадьба Маунт-Вернон перешла в его полную собственность, плюс он получил ещё 5 рабов. Брак во многом повлиял на его будущее; Джон Адамс писал, что Вашингтон, возможно, и не смог бы стать командиром Континентальной армии, если бы не брак с миссис Кастис. Через месяц, на свой 27-й день рождения, он занял место депутата в Палате бюргеров. Первое время Вашингтон чувствовал себя неуверенно и ему плохо удавались публичные речи, но постепенно он освоился в обществе политиков и, по словам Рона Чернова, этот опыт был ему столь же полезен в политической сфере, как служба в армии в сфере военной.
В 1760 году война с Францией завершилась победой Великобритании, а в конце того же года умер король Георг II и королём стал Георг III. Это привело к перевыборам делегатов Палаты бюргеров в мае 1761 года, но Вашингтон сохранил своё место. Той же весной у него случился приступ малярии, и выздоровление затянулось до начала 1762 года, а негативные последствия он ощущал ещё несколько лет спустя. В 1762 году умер его двоюродный брат Огастин. Как и многие Вашингтоны, он умер рано, в возрасте 42 лет. Между тем, в мае 1764 года, в Вирджинию стали доходить слухи о том, что Великобритания собирается ввести в колониях налоги для сокращения своего государственного долга. Палата бюргеров выразила свой протест, но в 1765 году британский парламент издал Гербовый акт, облагающий налогом сделки любого рода. Это вызвало бурю протестов, но Вашингтон на этом этапе не поддержал радикальное крыло протестующих. Он был согласен с их мнением, но не с их методами.
Волнения из-за Гербового акта постепенно улеглись, но в 1767 году канцлер казначейства Чарльз Таунсенд ввёл новые налоги на товары, известные как «Законы Таунсенда». В Бостоне появилась британская армия. В Вирджинию прибыл новый губернатор лорд Ботетур с секретной миссией подавить оппозицию.

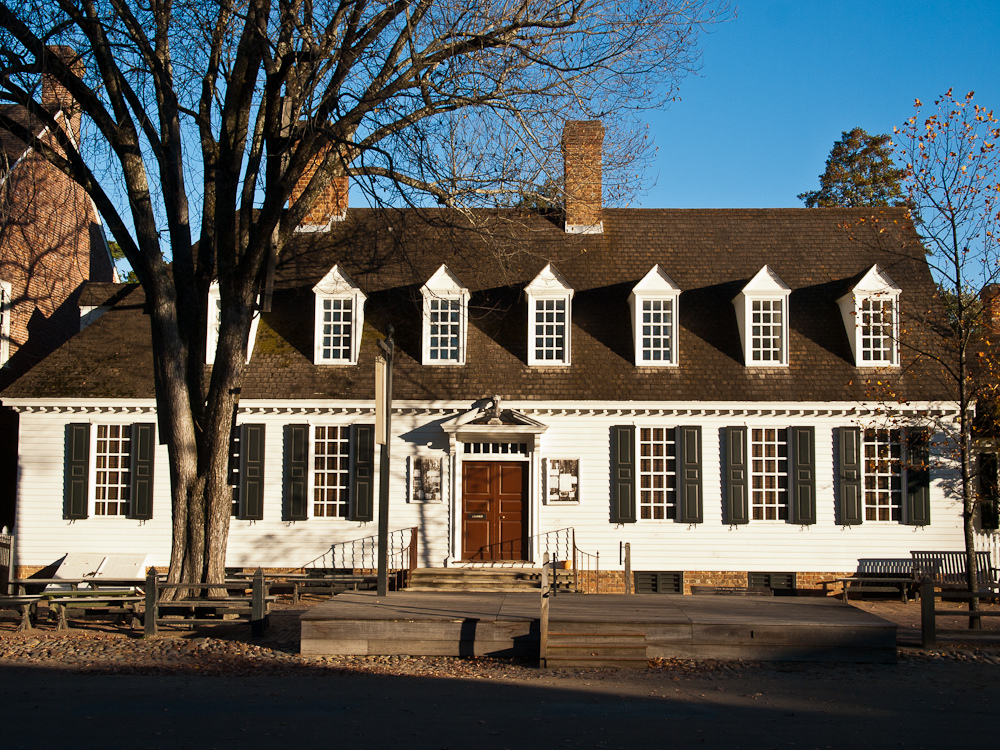
Таверна Роли в Уильямсберге

Зимой 1768—1769 года отношение Вашингтона к английской политике резко изменилось на негативное; 5 апреля он послал Джорджу Мэйсону письмо с предложением бойкотировать английские товары. Он писал, что надо срочно что-то сделать, чтобы спасти свободы, унаследованные от предков, и не останавливаться даже перед применением оружия (он написал сокращённо a—ms вместо arms), хотя это должно быть крайней мерой. Рон Чернов писал, что американская революция, в отличие от французской, началась с долгих поисков компромисса, и по письму Вашингтона видно, что американцы до последнего старались избегать насилия. В начале мая открылась очередная сессия Палаты бюргеров, и 16 мая депутаты (в число которых только что вошёл Томас Джефферсон) постановили, что только они имеют право облагать налогом вирджинцев. На следующий же день губернатор лорд Ботетур распустил собрание. Возмущённые депутаты собрались в зале Таверны Роли, где Вашингтон зачитал свой план бойкота английских товаров, и план был сразу же принят.
К осени 1769 года таможенные пошлины были отменены, и отношения вирджинцев с лордом Ботетуром наладились. В те же годы англичане заключили ряд договоров с индейцами, что позволило вирджинцам заселять долину Огайо. В октябре 1770 года Вашингтон с доктором Крейком и тремя рабами отправились в 9-недельное путешествие в Огайо, чтобы изучить землю для покупки. Он побывал в окрестностях форта Питт, пообщался с индейцами и купил участок в Грейт-Мидоуз. Одновременно он задумался над возможностью проложить канал вдоль реки Потомак и предложил эту идею властям Мэриленда и Вирджинии, но она не получила поддержки.

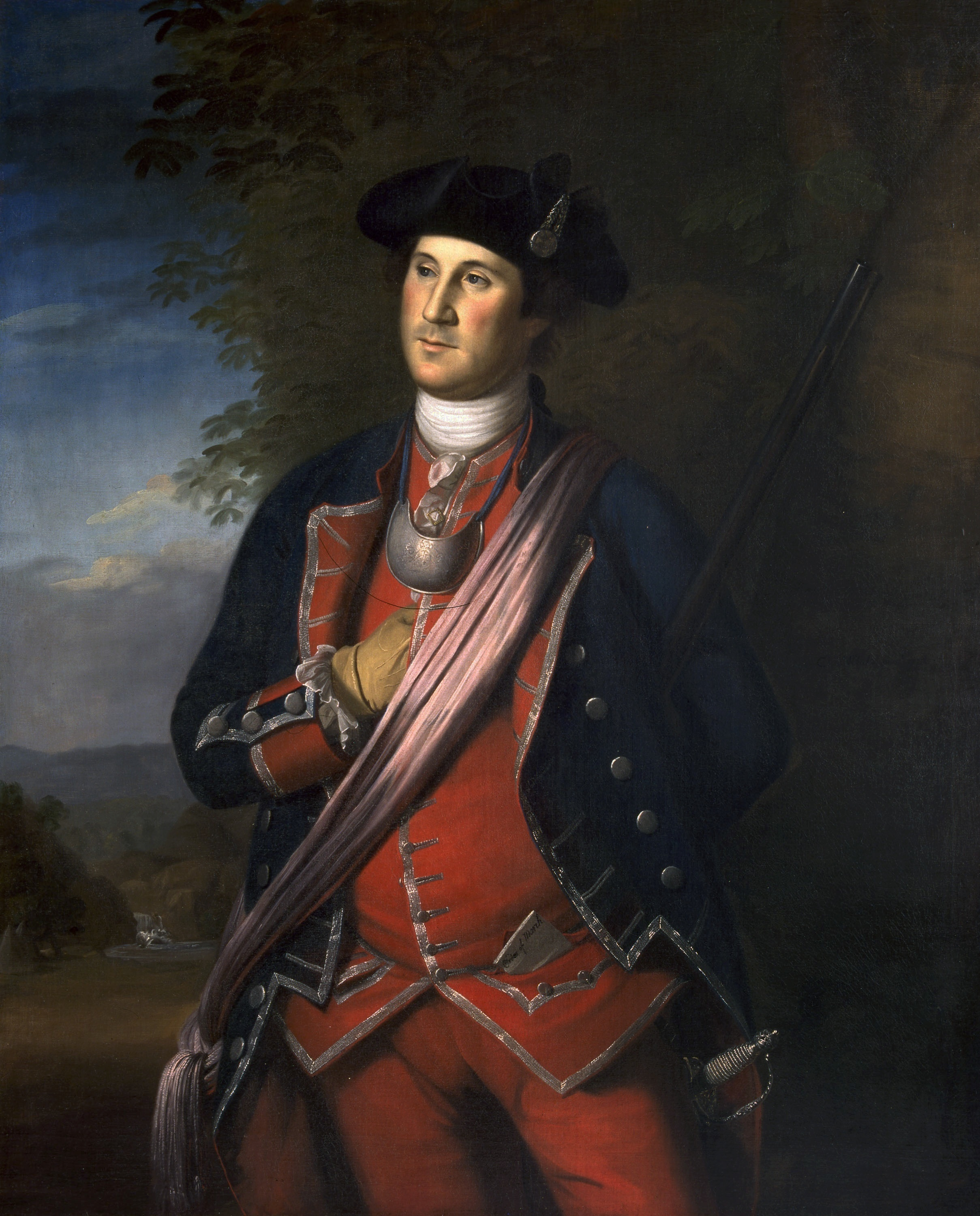
Джордж Вашингтон в 1772 году, портрет Чарльза Пила

18 мая 1772 года Джеки Кастис привёз в Маунт-Вернон художника Чарльза Уилсона Пила. По просьбе Марты Вашингтон согласился позировать для своего первого портрета. Он всё ещё ассоциировал себя с военным сословием и позировал в военной униформе. В результате портрет отразил не столько его реальную жизнь плантатора, сколько ностальгию по военному прошлому. Вашингтон изображён как бы готовый к бою, с маршевым приказом в кармане. Портрет так понравился Вашингтону, что он держал его в своей гостиной до конца жизни.
19 июня 1773 года неожиданно умерла Марта «Пэтси» Кастис, приёмная дочь Вашингтона. Ей было 17 лет, она всю жизнь страдала эпилепсией, но её смерть была необычно мирной при её болезни. Возможно, реальной причиной были осложнения с сердцем. Вашингтон тяжело переживал смерть Пэтси, но это событие помогло ему избавиться от долгов: собственность Марты по условиям завещания была разделена на две половины, одна досталась Джеки, вторая Вашингтону. Это позволило ему впоследствии принять участие в Войне за независимость без риска банкротства. Рон Чернов писал, что смерть Пэтси позволила Вашингтону войти в историю.
3 февраля 1774 года Джеки Кастис женился на Нелли Кэлверт. Марта Вашингтон не смогла присутствовать на свадьбе из-за траура по дочери.
Между тем после отмены таможенных пошлин (кроме пошлины на чай) ситуация в колонии стабилизировалась. В 1771 году Вашингтон был переизбран как депутат от округа Фэрфакс, а в 1773 году губернатором стал лорд Мюррей. 16 декабря 1773 года в Бостоне произошла акция протеста, известная как «Бостонское чаепитие». Вашингтон не одобрил методы бостонцев, но в ответ парламент издал Бостонский портовый акт, которым закрыл бостонский порт до возмещения убытков. Эти действия возмутили колонии; Вашингтон назвал акт «беспрецедентным актом тирании». 1 июня, после протестов Палаты бюргеров, лорд Мюррей распустил палату. Делегаты снова собрались в Таверне Рэли, где подтвердили бойкот английского чая и постановили созвать конгресс для обсуждения мер сопротивления. Было заявлено, что нападение на одну колонию считается нападением на все.

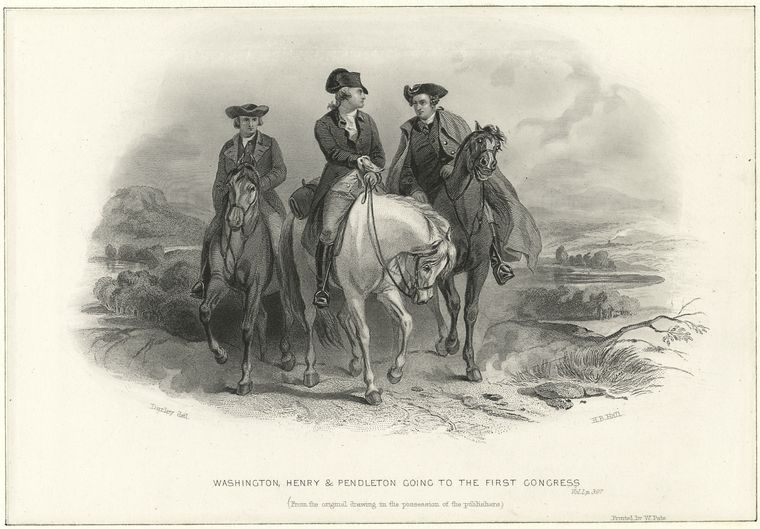
Вашингтон, Генри и Пендлтон едут на конгресс. Гравюра 1886 года

17 июля 1774 года Вашингтон встретился в Маунт-Вернон с Джорджем Мэйсоном, и они составили список из 24 резолюций, которые стали известны как «Фэрфаксские резолюции». 18 июля они были официально приняты на собрании округа Фэрфакс в Александрии. Резолюции выражали протест против налогов без представительства и, помимо прочего, призывали к запрету работорговли. Резолюции были опубликованы в газетах колоний и сделали Вашингтона известной политической фигурой.
5 августа 1774 года Вашингтон стал одним из семи делегатов, которые должны были представлять Вирджинию на Первом Континентальном Конгрессе. Он получил чуть меньше голосов, чем Пэйтон Рэндольф, и больше, чем Патрик Генри. 30 августа Генри и Эдмунд Пендлтон провели ночь в Маунт-Вернон, откуда утром отправились в Филадельфию. Они прибыли 4 сентября. Вашингтон не принял активного участия в работе, оставаясь в основном наблюдателем. Он оставался в Конгрессе до прекращения его работы 26 октября. В марте 1775 года он посетил Второй Вирджинский Конвент в Ричмонде, который одобрил выступление своих делегатов на Конгрессе. На выборах делегатов на Второй Континентальный Конгресс он снова победил, вновь набрав больше голосов, чем Патрик Генри. 20 апреля произошёл «Пороховой инцидент»: губернатор попытался конфисковать запасы пороха у вирджинских ополченцев, что вызвало бурный протест и попытку нападения на дворец губернатора. Вашингтон велел пяти вирджинским ротам, которыми командовал, воздержаться от участия в конфликте.

## Главнокомандующий (1775—1783)

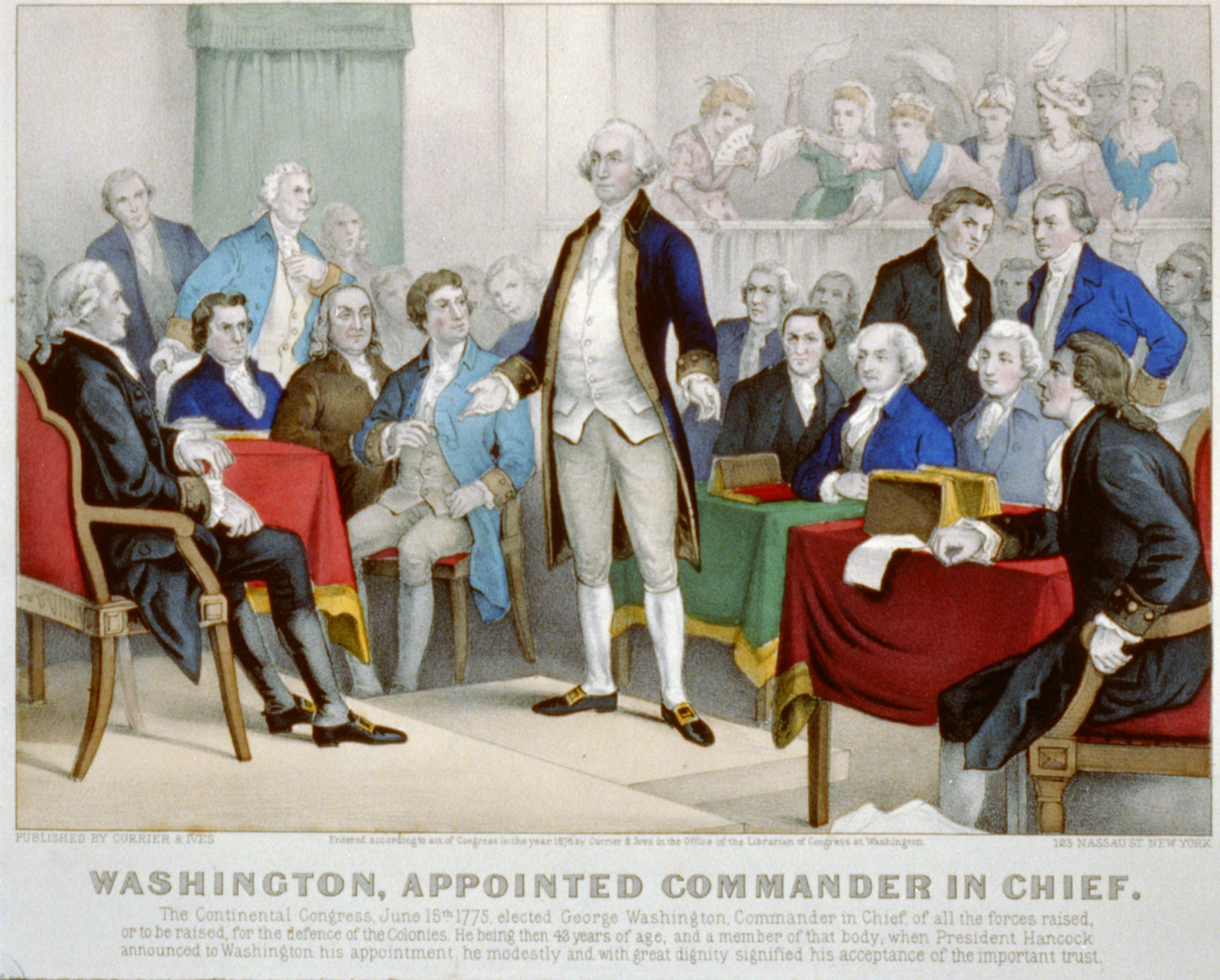
Конгресс назначает Вашингтона главнокомандующим. Рисунок 1876 года

19 апреля 1775 года британское командование в Бостоне отправило отряд для конфискации пороха и оружия в Конкорде, что привело к столкновению с массачусетским ополчением, известному как сражения при Лексингтоне и Конкорде. Британский отряд с потерями отступил в Бостон, и ополченцы блокировали город. 10 мая в Филадельфии собрался Второй Континентальный конгресс, чтобы решить вопрос о формировании армии. Вашингтон, как председатель комитета по военным делам, разработал большинство документов по организации этой армии. Сразу же встал вопрос о главнокомандующем. Опытным офицером считался Чарльз Ли, но он не проходил по происхождению (родился в Англии). Генерал Артемас Уорд уже командовал армией под Бостоном, но, вероятно, представители южных штатов хотели продвинуть на эту должность южанина. Джон Адамс утверждал, что именно он предложил кандидатуру Вашингтона. 15 июня Конгресс постановил превратить массачусетских ополченцев под Бостоном в Континентальную армию и учредил должность главнокомандующего с жалованьем 500 долларов в месяц. На следующий день Вашингтон принял назначение, но предупредил, что не считает себя вполне подходящим для этой должности. Он также отказался от жалованья. В те же дни были избраны четыре генерал-майора: Артемас Уорд (второй по старшинству), Чарльз Ли (третий), а также Филип Скайлер и Израэль Патнэм.
20 июня Вашингтон получил своё официальное назначение от имени президента Конгресса, и уже на следующий день отправился в Бостон вместе с Чарльзом Ли и Скайлером. Ирвинг назвал эту поездку одним долгим военным советом. Особое беспокойство вызывал Нью-Йорк, обладавший особой стратегической важностью. Вашингтон решил поручить командование в Нью-Йорке генералу Скайлеру, который был хорошо знаком с местностью. Когда Вашингтон только покинул Филадельфию, ему сообщили о сражении при Банкер-Хилле 19 июня, а прибыв в Нью-Йорк, он узнал все подробности. Требовалось как можно скорее прибыть к армии. Депутаты массачусетского Конгресса встретили его в Спрингфилде и проводили до Уотертауна, где собирался Конгресс. 2 июля он был официально принят Конгрессом и сразу же отправился в штаб Континентальной армии в Кэмбридж.

### Осада Бостона

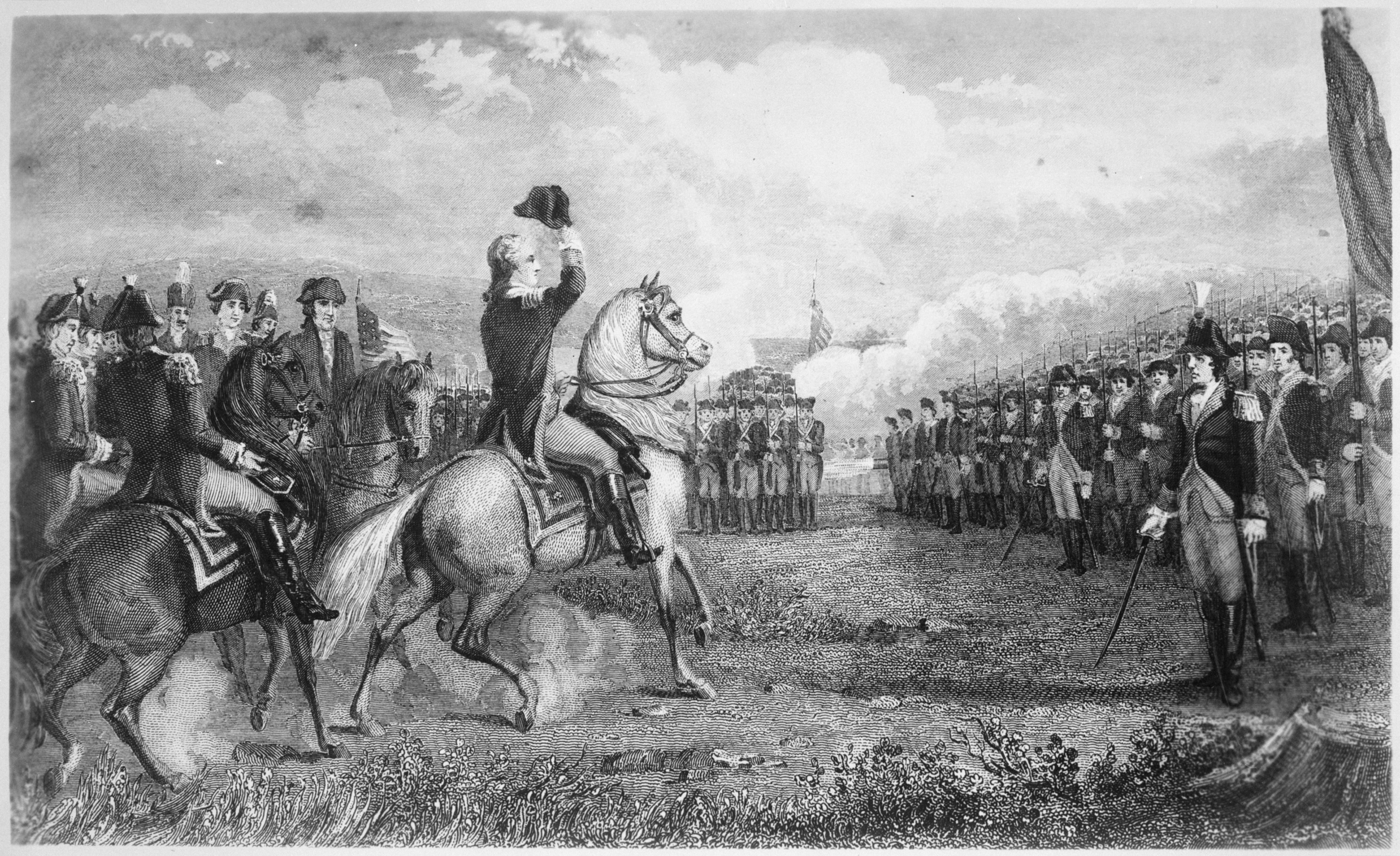
Вашингтон принимает командование армией в Кэмбридже

Прибыв в армию, осаждавшую Бостон, Вашингтон сразу занялся изучением позиций противника и инспекцией армии. Армия на тот момент насчитывала 14 500 человек, и он разделил её на три «гранд-дивизии», поручив правую Уорду, левую Чарльзу Ли, а центральную возглавив лично. Обнаружилось, что запасов пороха хватает всего на 9 выстрелов на человека, и пришлось сразу же срочно искать способ пополнения боеприпасов. Армии также не хватало палаток, одежды и шанцевого инструмента. И всё же Вашингтон понимал необходимость взять Бостон как можно скорее, до подхода британских подкреплений. Он даже был готов пойти на штурм, но военный совет решил, что пока это слишком опасно.
Между тем у ополченцев заканчивались сроки службы, и необходимо было сформировать новую армию, перезаписав рядовых и особенно офицеров по возможности на новый срок. Но первый порыв энтузиазма уже прошёл, тяжёлые условия лагерной жизни сказались на боевом духе ополченцев и набор шёл медленно. В конце декабря была распущена старая армия и сформирована новая, но в ней оказалось всего 9650 человек, записавшихся на год службы. Однако общественное мнение требовало действий, и уже пошли слухи, что Вашингтон затягивает войну в личных целях. В те дни всеобщей нерешительности колонистам требовался яркий успех, и поэтому Вашингтон снова стал настаивать на штурме Бостона. К середине февраля лёд в бостонской гавани замёрз настолько, что штурм стал возможен, но 16 февраля военный совет снова высказался против: армии всё ещё не хватало пороха.
В начале января Вашингтон получил письмо от Скайлера, который сообщал о провале наступления на Квебек и гибели генерала Ричарда Монтгомери.
В конце января к Бостону прибыл обоз с осадной артиллерией из форта Тикондерога, и было решено готовиться к штурму Бостона. 4 марта осаждающие захватили Дорчестерские высоты и стали строить на них укрепления. Ожидалось, что англичане попытаются их отбить; 5 марта Вашингтон прибыл на высоты и напомнил солдатам, что этот день — годовщина Бостонской бойни, и они смогут отомстить англичанам. В тот вечер лорд Перси действительно планировал штурм высот, но шторм 5 и 6 марта сорвал его планы. 8 марта англичане предупредили колонистов, что эвакуируют город и подожгут Бостон, если американская артиллерия будет препятствовать эвакуации. 17 марта британская армия покинула город, Бостонская кампания завершилась. На следующий день Вашингтон с триумфом вошёл в Бостон. Зрелище оставленного города напомнило ему лагерь английской армии после разгрома экспедиции Брэддока. Конгресс высказал официальную благодарность Вашингтону и его армии. В честь взятия города была выбита Золотая медаль Конгресса с изображением Вашингтона.
В июне Джон Хэнкок заказал художнику Чарльзу Пилу сделать ещё один портрет Вашингтона. На этом портрете Пил изобразил генерала в униформе, на фоне осаждённого Бостона, но не передал ни эмоций, ни характера.

### Сражения за Нью-Йорк

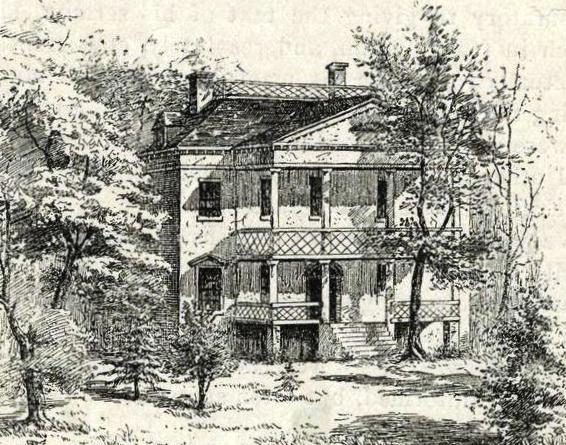
Штаб Вашингтона на Ричмонд-Хилл, рисунок 1897 года

После эвакуации Бостона британское командование решило перебросить армию к Нью-Йорку, дождаться подкреплений и захватить город. Нью-Йорк должен был стать основной базой британской армии для последующих операций. Подозревая об этих замыслах, Вашингтон отправил Континентальную армию из Бостона в Нью-Йорк, построил там лагерь и разместил свой штаб в доме на Ричмонд-Хилл. Выяснилось, что в городе много лоялистов, которые поддерживают связь с англичанами через губернатора Трайона. Вскрылся заговор, в котором участвовали мэр города Дэвид Мэттьюз, некоторые лоялисты и даже рядовой Томас Хики из личной гвардии Вашингтона. Хики был судим, приговорён к смерти и повешен 28 июня. Ходили слухи, что он замышлял убийство самого Вашингтона.
Уже на следующий день британский флот начал собираться около Нью-Йорка и готовить десант. В Филадельфии в это время Континентальный конгресс после долгого обсуждения решил провозгласить независимость колоний: решение было принято 2 июля и официально объявлено 4 июля. 9 июля Вашингтон официально сообщил об этом армии. В тот же день в Нью-Йорке была сброшена свинцовая статуя Георга III и перелита в пули. Между тем англичане постепенно накапливали силы и 22 августа высадились на Лонг-Айленде. Их было 15 000 человек, но Вашингтону сообщили, что их 8 или 9 тысяч, поэтому он решил, что это отвлекающий манёвр и держал в Бруклине всего 6000 человек под командованием Исраэля Патнама.

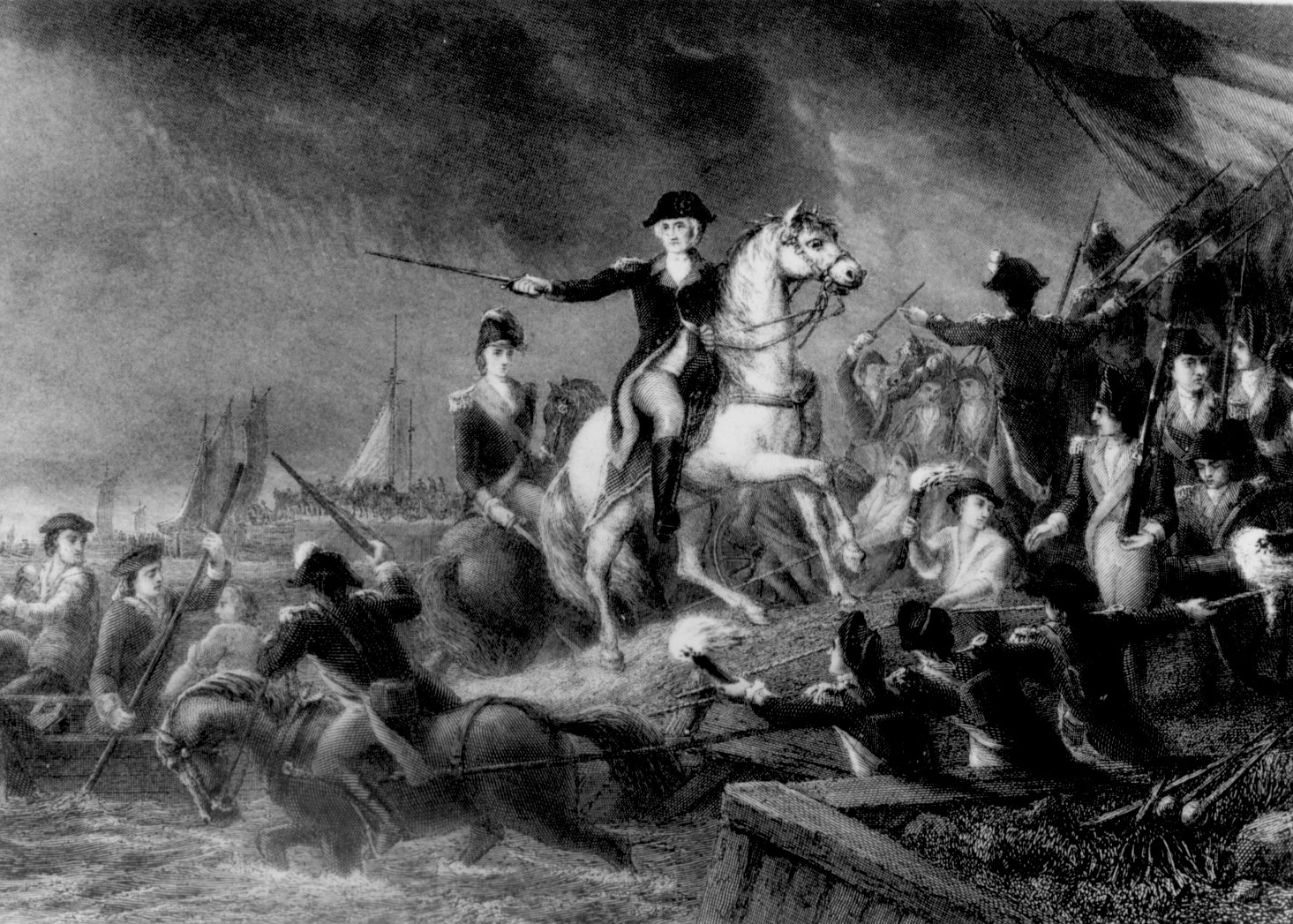
Вашингтон руководит отступлением с Лонг-Айленда. Гравюра конца XIX века

27 августа 1776 года англичане атаковали американские позиции на Гуанских высотах, началось Лонг-Айлендское сражение. Вашингтон находился в Нью-Йорке; он слышал звуки боя, но не мог решить, главная ли это атака противника или отвлекающая. Так как прямой атаки на город не последовало, то он поспешил в Бруклин. Когда он прибыл на поле боя, позиции американской армии были уже обойдены с фланга и армия отступала с большими потерями. Ирвинг писал, что отчасти причиной разгрома была неготовность Вашингтона к отражению атаки на этом направлении: он не знал ни численности войск противника, ни их намерений. Англичане подошли к бруклинскому лагерю, но решили не идти на риск штурма, а взять его правильной осадой. 29 августа Вашингтон собрал военный совет: было решено покинуть Лонг-Айленд и отступить на Манхэттен. Несмотря на сложность такой операции, она успешно прошла в ночь на 30 августа. Вашингтон последним покинул Лонг-Айленд. К 7 часам утра все 9000 человек были без потерь переправлены на Манхэттен.
После отступления с Лонг-Айленда перед Вашингтоном встал вопрос: надо ли удерживать Нью-Йорк любой ценой, или же его стоит оставить, и надо ли его уничтожать в случае отступления? 2 сентября он написал Конгрессу, что сдача города даст врагу удобные зимние квартиры, но и разрушение города кажется ему нежелательным. 7 сентября он собрал совет; большинство высказалось за эвакуацию, хотя некоторые (например генерал Хью Мерсер) предлагали держать оборону. Генерал Грин предлагал сдать город, тем более, что две трети его населения всё равно лоялисты, но считал необходимым сжечь его. 10 сентября Конгресс оставил этот вопрос на усмотрение Вашингтона. Он собрал второй совет, который теперь высказался за эвакуацию. 14 сентября поступил сигнал, что англичане готовятся наступать, и Вашингтон прибыл на Гарлемские высоты. Утром 15 сентября британские дивизии Клинтона и Донопа высадились в бухте Кип-Бэй. Отряд ополчения у бухты сразу обратился в бегство, заразив паникой бригады Парсонса и Феллоуса. Вашингтон лично пытался остановить бегущих, но не смог. В отчаянии он швырнул на землю свою шляпу и воскликнул: «И вот с этими людьми я должен защищать Америку!».
Армия Вашингтона отступила на высоты у форта Вашингтон. Лагерь был укреплён редутами и траншеями, и в ходе укрепления Вашингтон впервые познакомился с артиллеристом Александром Гамильтоном, который произвёл на него хорошее впечатление. Утром 16 сентября англичане атаковали передовой пост американцев и отбросили рейнджеров Нолтона, началось сражение при Гарлем-хайтс. Англичан удалось потеснить, но Вашингтон решил не втягиваться в полноценное сражение и отозвал преследование. Это был небольшой, но успех, и Вашингтон воспользовался им, выразив благодарность каждому участвовавшему подразделению и особенно выделив Нолтона, смертельно раненного в том бою.
Позиция американцев у форта Вашингтон была сильной, но коммуникации армии были уязвимы, и было принято решение отступить с острова на континент. Перед отступлением Вашингтон разделил армию на четыре дивизии, которые поручил Ли, Хету, Салливану и Линкольну. 21 октября он перенёс штаб в селение Уайт-Плейнс и начал создавать там укреплённый лагерь. 28 октября англичане (отряды Клинтона и Де Хейстера) атаковали лагерь, началось Сражение при Уайт-Плейнс. Англичане сумели захватить господствующую высоту Чаттертонс-Хилл на правом фланге американцев и одновременно начали обход левого фланга, но американцы закрепились на новой позиции. Вашингтон готовился к отступлению, но утром 5 ноября англичане отошли в неизвестном направлении.
12 ноября Вашингтон переправился на западный берег Гудзона и добрался до форта Ли, где узнал, что генерал Грин не эвакуировал форт Вашингтон, а наоборот, усилил его гарнизон. 16 ноября англичане взяли форт штурмом. Вашингтон наблюдал за происходящим с противоположной стороны Гудзона. Своему брату Огастину он написал, что это было для него большим унижением: было потеряно 2000 человек, много орудий и другого оружия, и хотя он давно настаивал на эвакуации форта, генералы (особенно Грин) не разделяли его мнения, и в итоге гарнизон был потерян. Он также писал, что много проблем создают короткие сроки службы у солдат и что он весь год упрашивал Конгресс изменить эту систему, но всё напрасно.
После потери форта Вашингтон было решено оставить форт Ли и вывезти в тыл всё военное имущество, но английский отряд Корнуоллиса неожиданно высадился на берегу Норт-Ривер с отрядом в 4500 человек и попытался зажать американскую армию между реками Норт-Ривер и Хакенсак. Вашингтон успел вовремя отвести армию, но все тяжёлые орудия форта Ли пришлось бросить, как и все запасы провизии и снаряжения. Вашингтон занял рубеж реки Хакенсак, но оказался во враждебной ему лоялистской местности, без палаток и почти без провизии, с рекой Пассиак в тылу армии. Он решил отступить в Ньюарк, а затем в Нью-Брансуик. Он пытался замедлить наступление англичан, имитируя попытки наступления, но эта уловка не сработала, отряд Корнуоллиса уверенно шёл вперёд, 1 декабря вошёл в Нью-Брансуик, и Вашингтону пришлось отступить через Принстон в Трентон. Здесь он переправил за реку Делавэр все обозы, собрал все средства переправы и 8 декабря отвёл за реку армию.
Опасаясь, что англичане захватят Филадельфию, Вашингтон старался пополнить свою армию и, в частности, просил генерала Чарльза Ли как можно быстрее присоединиться к нему, но Ли шёл на соединение неохотно, предпочитая оставаться независимым командиром. 12 декабря лоялисты обнаружили его штаб в частном доме в стороне от основной армии, донесли об этом англичанам, и драгунский отряд совершил вылазку, захватив Ли в плен. Это событие стало тяжёлым ударом для армии, которая считала Ли самым способным и опытным командиром. Однако майор Уилкисон (служивший под началом Ли) впоследствии писал, что Ли замышлял отстранить Вашингтона от командования и занять его место.

### Трентон и Принстон

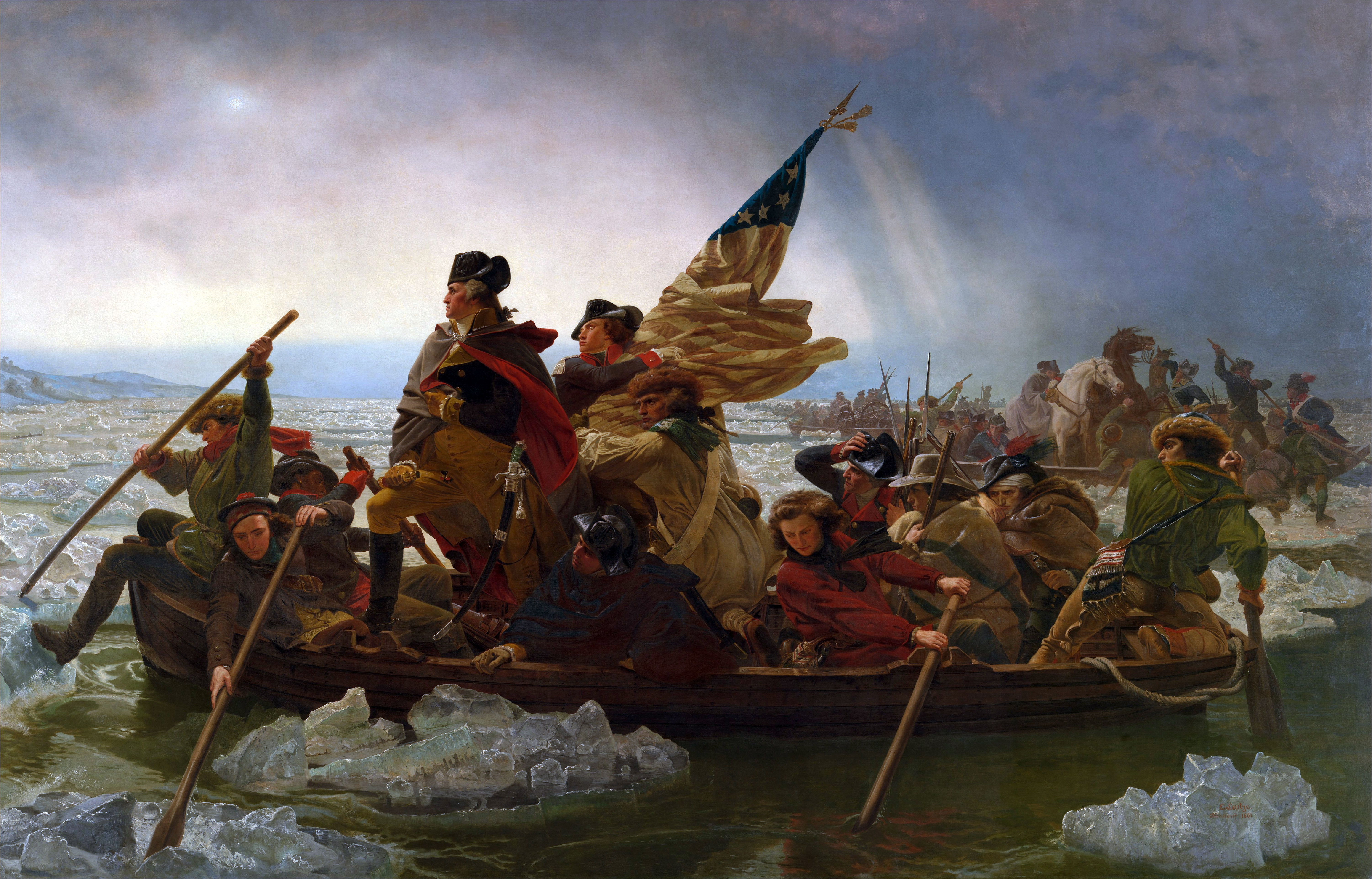
Вашингтон переправляется через Делавэр. Картина Эмануэля Лойце

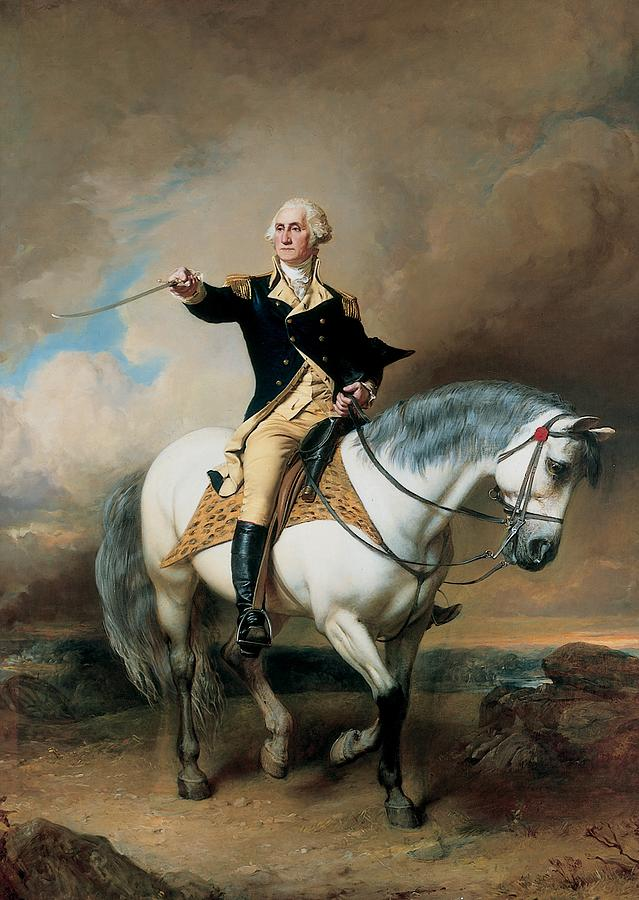
Джордж Вашингтон в сражении при Трентоне. Худ. Джон Фейд, 1898 г.

Генерал Хау ждал, пока замёрзнет река Делавэр, а у Вашингтона тем временем истекали сроки службы ополченцев, и он предвидел сложности с новым набором. В такой ситуации он решил атаковать разбросанные аванпосты противника, чтобы этой небольшой победой произвести впечатление на общественное мнение. В ночь на 26 декабря он переправился через Делавэр с отрядом в 2400 человек и подошёл с севера к городу Трентон. Началось сражение при Трентоне. Гессенский отряд полковника Ролла был окружён, сам полковник смертельно ранен, и гессенцы сложили оружие. Американцам достались 1000 пленных, 6 орудий и около 1000 ружей. Американцы потеряли двух человек убитыми, двух замёрзшими и несколько человек ранеными (в их числе лейтенант Джеймс Монро). Так как не всем американским частям удалось перейти реку, то Вашингтон решил не рисковать и вернулся за Делавэр со всей добычей.
Нападение на Трентон произошло в то время, когда англичане считали войну почти выигранной и Корнуоллис готовил армию к возвращению в Европу. Разгром Ролла при Трентоне заставил его отменить возвращение, и он начал концентрировать армию в Принстоне. Одновременно и Вашингтон решил отбить у противника штат Нью-Джерси и 30 декабря снова перешёл Делавэр. 31 декабря у ополченцев Новой Англии истекли сроки службы, и он уговорил их перезаписаться ещё на 6 недель за выплату в 10 долларов на человека. И всё же его армия не превышала 5 тысяч человек. 2 января армия Корнуоллиса вошла в Трентон; Вашингтон отступил за реку Ассумпинк. Англичане трижды пытались перейти Ассумпинк, но все переправы хорошо охранялись, и Корнуоллис встал в Трентоне лагерем. Вашингтон понимал, что в случае полноценной атаки не сможет удержать позицию, а отступить за Делавэр в тех погодных условиях будет невозможно, и он решился на смелый план: обойти левый фланг противника, атаковать Принстон, затем напасть на склады англичан в Брансуике и тем заставить Корнуоллиса отложить наступление на Филадельфию и перейти к обороне.
Утром 3 января англичане обнаружили наступающую колонну американцев у Принстона; американский авангард был атакован и разбит, при этом погиб генерал Хью Мерсер. Вашингтон лично повёл основную часть своей армии в атаку, и в итоге сражение при Принстоне окончилось победой американцев. Англичане потеряли около ста человек убитыми и 300 пленными. Корнуоллис бросил свою армию на Принстон. Вашингтон снова оказался в опасном положении, его армия была слишком сильно измотана маршем и сражением, поэтому он отменил набег на Брансуик и отступил в Плакмин. К ночи Корнуоллис занял Брансуик. Погодные условия и состояние армии не позволили Вашингтону продолжать активные боевые действия, но он добился поставленной цели: Филадельфия была спасена, штат Нью-Джерси очищен от противника, а победы воодушевили общественность и обеспечили запись новых рекрутов в армию. Победами при Трентоне и Принстоне Вашингтону удалось полностью изменить настроения в стране и заставить людей поверить в то, что при должном усилии их борьба может увенчаться успехом.
В это время Континентальный Конгресс собрался в Балтиморе и принял решение присвоить Вашингтону неограниченные (диктаторские) полномочия на 6 месяцев. Вашингтон узнал об этом 30 декабря.
Когда кампания была завершена и армия отступила в зимний лагерь, Вашингтон сразу же приказал сделать всей армии прививку от оспы. Оспа представляла серьёзную угрозу для его армии, в то время как английские солдаты в основном уже были привиты, и это давало им преимущество на войне. 5 февраля 1777 года Вашингтон уведомил о своих планах Конгресс, и весь февраль его медики, несмотря на нехватку медикаментов и почти полное отсутствие опыта, работали над прививкой военных.

### Филадельфийская кампания
Всю зиму и весну 1777 года Вашингтон пытался увеличить численность Континентальной армии, но всё равно к 20 мая в его распоряжении было только 8378 человек пехоты, из которых 2000 были больны и не пригодны к службе. Основная часть этих войск была едва знакома с основами боевой подготовки и ни разу не участвовала в боях. С этими силами Вашингтон занял сильную позицию на Мидлбрукских высотах (Мидлбрукский лагерь). Британское командование планировало наступать через Нью-Джерси на Филадельфию, но не решалось атаковать эти высоты. 14 июня Хау изобразил наступление на Филадельфию, рассчитывая выманить Вашингтона с высот, но тот остался на позиции. Не желая оставлять его армию у себя в тылу, Хау прекратил наступление и 19 июня вернул армию на Статен-Айленд. 25 июня Хау попытался выйти к высотам с тыла и 26 июня атаковал Стирлинга при Шорт-Хиллз, но в итоге снова вернулся в Нью-Йорк. В конце июля британская армия погрузилась на корабли и отбыла в неизвестном направлении. Не зная, куда она направляется, Вашингтон сконцентрировал армию около Филадельфии.

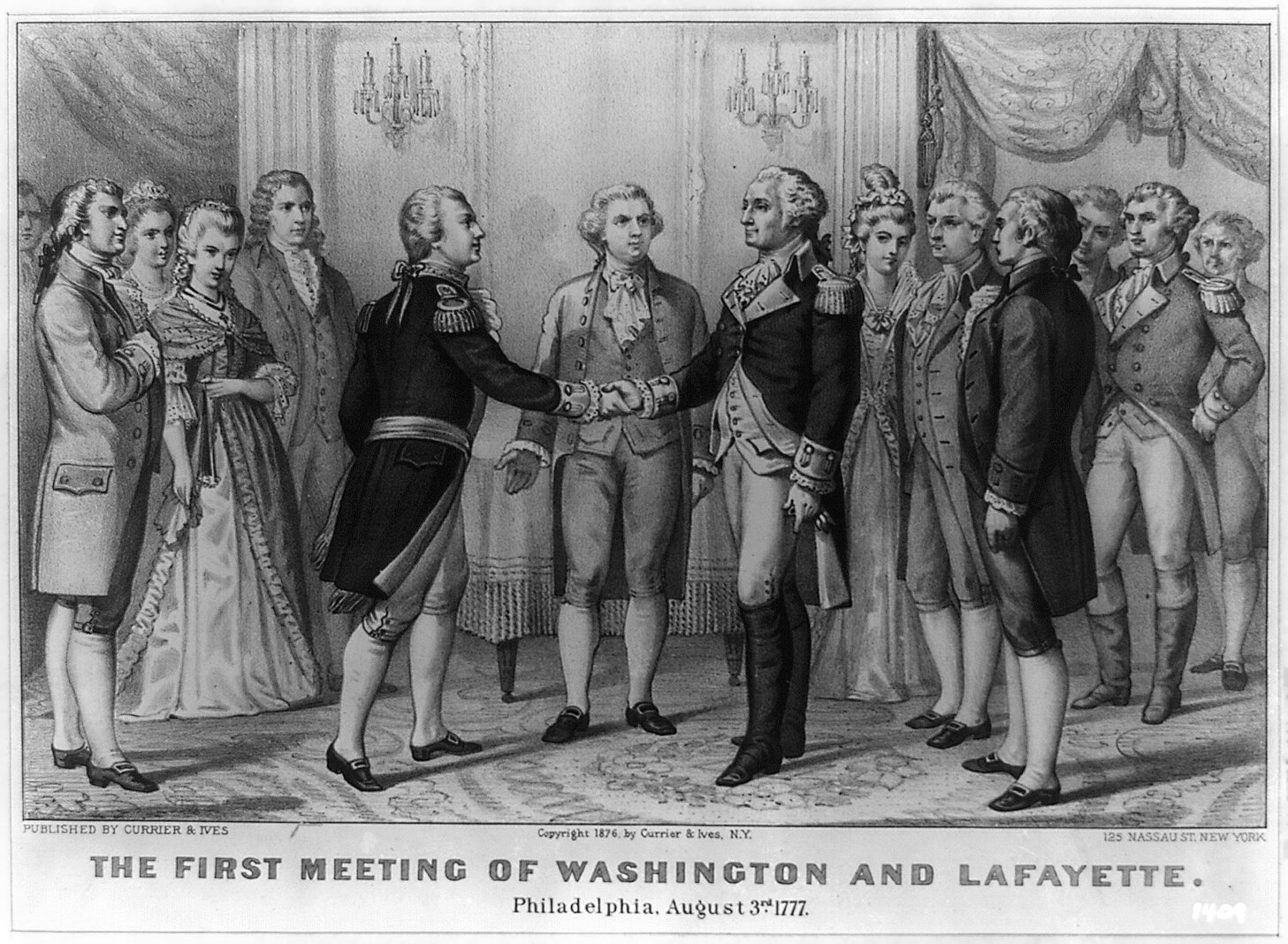
Встреча Вашингтона с Лафайетом

Пока армия стояла около Филадельфии, Вашингтон постоянно посещал город, чтобы оценить его оборонительные возможности. В один из таких визитов, на ужине 5 августа, он познакомился с маркизом Лафайетом, который прибыл в Америку в числе прочих иностранцев, желающих принять участие в войне. 31 июля Конгресс присвоил ему звание генерал-майора, но лишь почётное, без права полевого командования, ввиду его молодости и неопытности. Вашингтон взял его к себе в штаб. Несколько позже (30 августа) Вашингтон впервые упомянул в переписке кавалериста Генри Ли, который вскоре прославится своими кавалерийскими набегами и станет известен как «Легкоконный Гарри». Считается, что его мать была первой платонической любовью Вашингтона.
25 августа британский флот вошёл в Чесапикский залив, и армия, численностью около 18 000 человек под личным командованием генерала Хау, высадилась в устье реки Элк. Вашингтон вышел ему навстречу к реке Брендивайн, его армия насчитывала около 15 000 человек, но боеспособных было всего около 11 000. 11 сентября англичане вышли к армии Вашингтона с фронта, а дивизии под командованием Корнуоллиса обошли правый фланг американцев. Вашингтон развернул дивизии Салливана, Стирлинга и Стивена фронтом к отряду Корнуоллиса, и началось Сражение при Брендивайне. Американская армия была разбита и отступила к Филадельфии. 900 человек было потеряно убитыми и ранеными и 400 пленными. Историк Джон Маршалл писал, что в данных обстоятельствах сражение не могло быть выиграно, но и сдать Филадельфию без боя тоже было недопустимо. Вашингтон допустил ряд ошибок при Брендивайне, но, по словам Джона Ферлинга, даже если бы он всё сделал правильно, у него едва ли были шансы на победу.
Англичане продолжали наступать на Филадельфию, и Конгресс настаивал на ещё одном сражении, но Вашингтон решил дождаться подхода подкреплений. 18 сентября Конгресс переехал в Ланкастер, а 26 сентября британская армия вошла в Филадельфию. «У нас были все основания не желать этого события, — писал Вашингтон губернатору Коннектикута, — но я думаю, оно будет не столь фатальным, как многим кажется, и ещё немного времени и настойчивости дадут нам возможность вернуть утраченное».
Захватив Филадельфию, генерал Хау оставил там отряд Корнуоллиса, а основную армию разместил в Джерманатауне. Часть сил он отправил для захвата фортов на реке Делавер. Узнав об этом разделении сил противника, Вашингтон решил атаковать его лагерь в Джерманатауне. В это время к Вашингтону уже подошли все ожидаемые подкрепления (бригады Уэйна и Смолвуда), и в его распоряжении было 8000 солдат Континентальной армии и 3000 ополченцев. По плану Вашингтона, дивизии Салливана и Уэйна должны были атаковать левый фланг англичан, дивизии Грина и Стивена — правый, а ополченцам Армстронга надо было выйти в тыл противника. Сражение при Джермантауне началось утром 4 октября в густом тумане. Из-за плохой видимости и сложной местности наступающие дивизии быстро потеряли контакт друг с другом и началась неразбериха, которая переросла в панику. Американцы потеряли 140—200 человек убитыми, 522 ранеными и 400 пленными. Англичане потеряли примерно 500 человек, в том числе бригадного генерала Джеймса Эгню. Салливан писал, что Вашингтон находился в первых рядах, так что ему пришлось заставить его отойти в тыл. Сам Вашингтон был сильно расстроен тем, что его армия стала отступать в тот момент, когда победа была уже почти в руках. По итогам сражения был отстранён от командования генерал Стивен, и его дивизию впоследствии возглавил маркиз Лафайет.
После сражения Вашингтон надеялся выбрать удачный момент для повторной атаки, но Хау действовал осторожно и не давал противнику шанса. 17 октября британская армия генерала Бергойна была разбита Гейтсом в сражении при Саратоге, и теперь часть армии Гейтса можно было перебросить к Филадельфии, но это требовало времени. Англичанам удалось отбить форты на реке Делавэр и наладить коммуникацию с флотом. Общественность требовала от Вашингтона атаковать Филадельфию, но он решил не рисковать армией, и военный совет также высказался против 11 голосами против 4. Англичане несколько раз пытались атаковать его лагерь, но в итоге прекратили попытки. Погода делала продолжение кампании невозможным, и было решено отвести Континентальную армию в зимний лагерь.

### Велли-Фордж

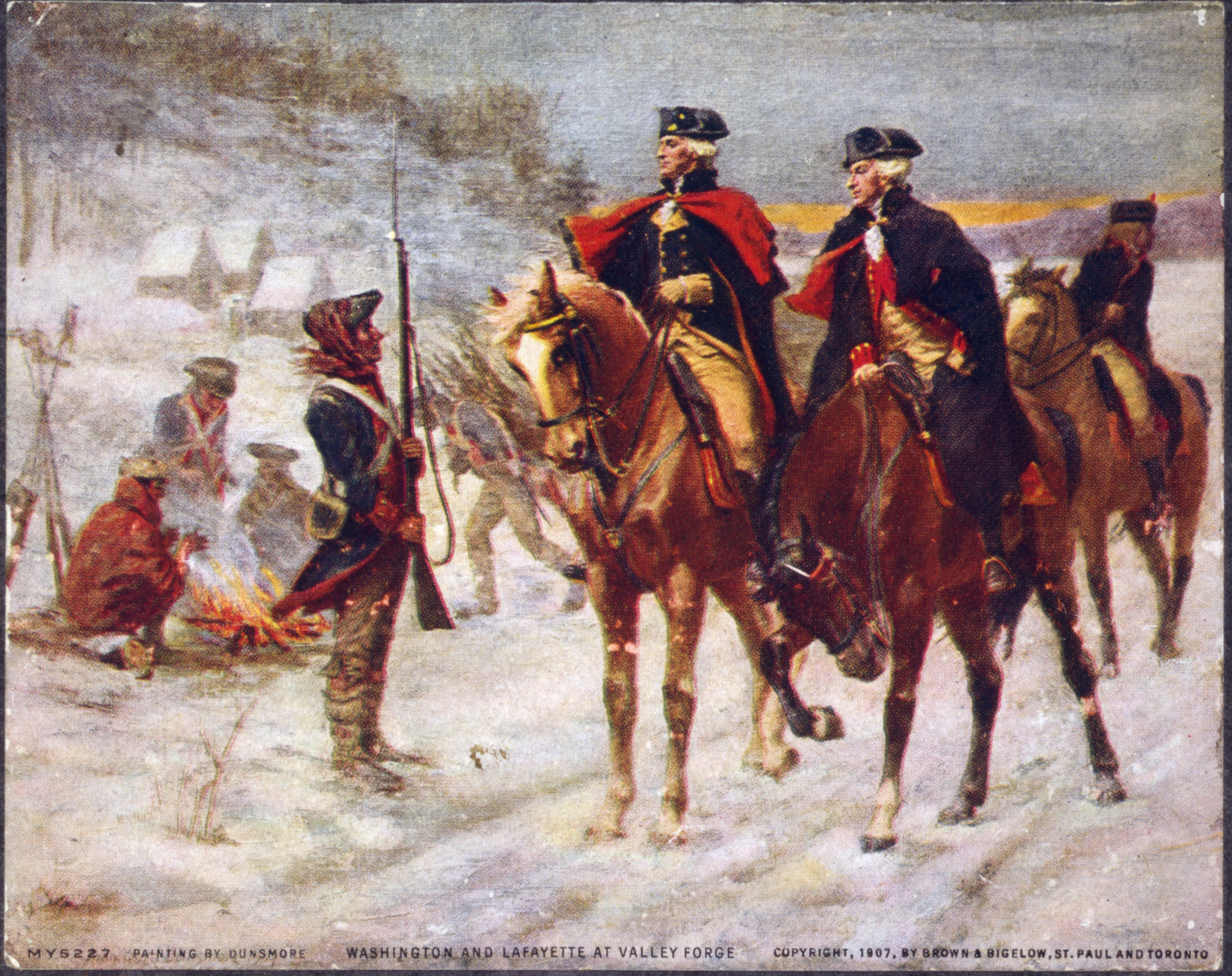
Вашингтон и Лафайет в Велли-Фордж. Картина 1907 года

Для зимовки Вашингтон выбрал долину Велли-Фордж на берегу реки Скулкилл, в 20 милях от Филадельфии. 11 декабря 1778 года армия переместилась в новый лагерь и стала строить бревенчатые домики для зимовки. В это время (1 декабря) прусский офицер Барон фон Штойбен прибыл в Портсмут с рекомендательными письмами от Бенжамина Франклина. Он сразу сообщил Вашингтону о прибытии, и тот посоветовал ему обратиться к Конгрессу в городе Йорке. Конгресс согласился принять его на службу без звания и жалованья в качестве волонтёра. 23 февраля Штойбен прибыл в Велли-Фордж. Вашингтон лично встретил его, познакомил с генералами и устроил смотр армии. Штойбен предложил ряд мер по тренировке солдат, совершенствованию административной и медицинской системы, и согласился лично привести в исполнение эти меры. Его усилия дали хороший результат, и 5 мая Вашингтон попросил Конгресс узаконить систему инспекторов в армии и назначить Штойбена Генеральным инспектором с жалованьем генерал-майора.
Лагерь Вашингтона находился близко от Филадельфии, что позволяло препятствовать фуражировкам противника и совершать нападения на отдельные его отряды. Для этих целей Вашингтон велел Лафайету занять позицию неподалёку от Филадельфии и следить за противником, не ввязываясь в сражение. 18 мая Лафайет занял высоту Баррен-Хилл, а 20 мая англичане атаковали его, надеясь окружить и уничтожить. Началось Сражение при Баррен-Хилле. Узнав, в какое опасное положение попал Лафайет, Вашингтон собрал отряд в 8000 человек и поспешил ему на выручку. Лафайет сумел избежать окружения и отступить без потерь. Вашингтон в тот день мог потерять пятую часть своей армии, но всё же в письме Конгрессу он хорошо отозвался о том, как Лафайет организовал отступление.
Отсутствие ощутимых успехов у Вашингтона (на фоне победы Гейтса при Саратоге) заставляло общественность усомниться в его способностях командующего; возникли планы его смещения, известные как «Заговор Конвея». Возникали и сомнения в способности регулярной армии успешно вести войну. Вашингтону и его окружению нужна была победа: она спасла бы репутацию главнокомандующего и репутацию Континентальной армии.

### Монмут

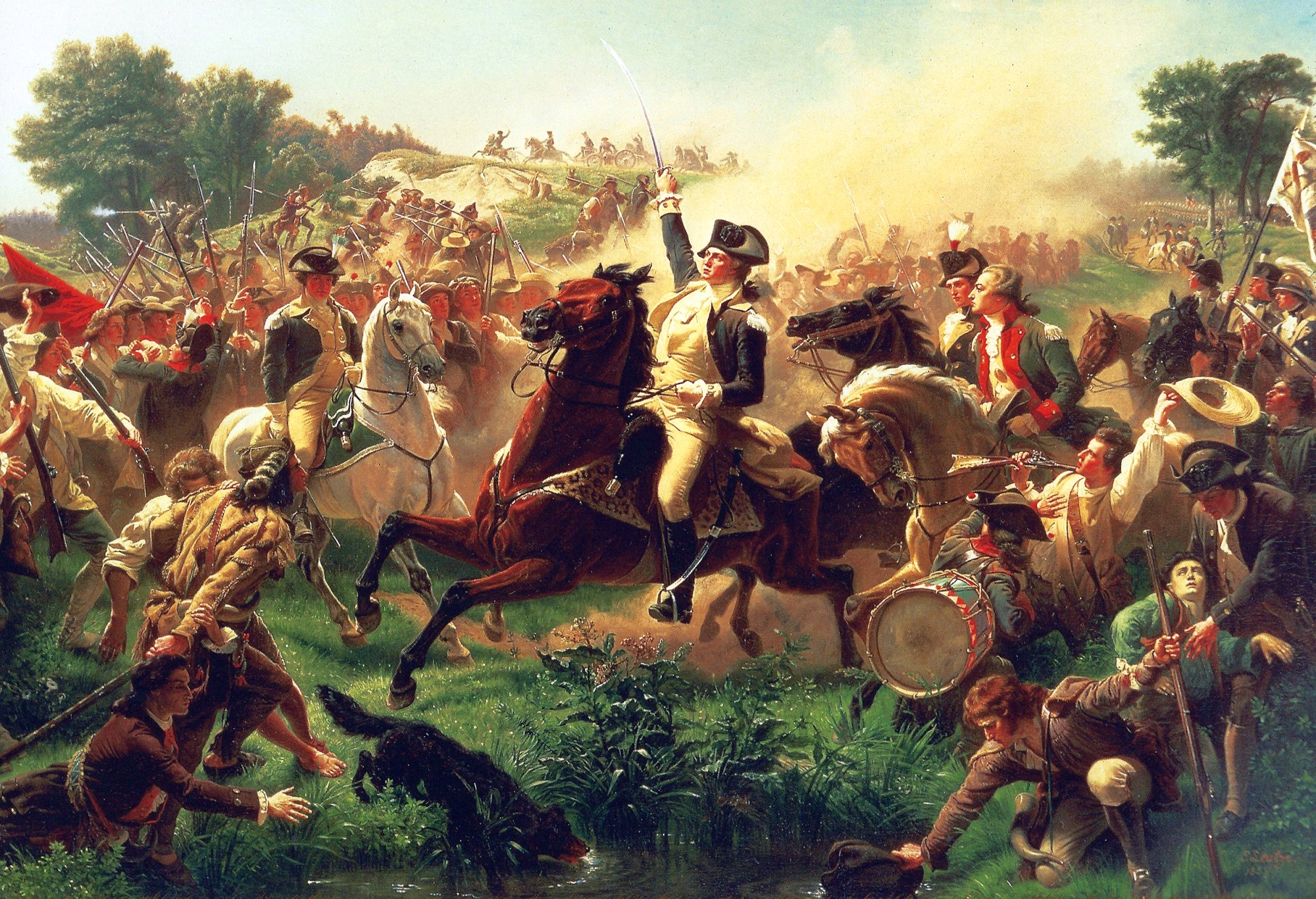
Вашингтон в сражении при Монмуте. Картина Э. Лойце (1857)

После Баррен-Хиллского боя генерал Хау был отстранён от командования и его место занял генерал Генри Клинтон. Он решил оставить Филадельфию, и 18 июня 1778 года британская армия покинула город. На стороне Вашингтона было численное превосходство, его армия существенно улучшилась после тренировок Штойбена, поэтому он хотел атаковать отступающего противника, но почти все генералы были категорически против. Вашингтон решил действовать под свою ответственность и выдвинул вперёд сильный отряд, который возглавил Лафайет. Генерал Чарльз Ли, недавно освобождённый из плена по обмену, сначала уклонился от участия в этой операции, но потом передумал и возглавил авангард. Англичане занимали сильную позицию у селения Монмут-Кортхауз, поэтому было решено атаковать их на отходе; утром 28 июня англичане начали отступление; Ли развернул свои отряды для атаки британского арьергарда, но британцы вернули в Монмут основную часть своей армии; Ли счёл соотношение сил неравным и скомандовал отход, который ему не удалось как следует организовать. Вашингтон подошёл на поле боя с основными силами и смог восстановить порядок. Много лет спустя очевидцы утверждали, что Вашингтон обрушился на Ли с грубой бранью, но современные историки считают эти утверждения вымыслом.
Вашингтон поручил Ли принять командование передовой позицией и сдерживать противника, а сам отправился к основной колонне армии. Континентальная армия заняла позицию на выгодной высоте и отбила атаку британцев. Ночью англичане отступили.
Сражение при Монмуте прошло вничью, однако произвело хорошее впечатление на американское общество. Вашингтон не хотел выдвигать обвинений против Чарльза Ли, но тот написал ему письмо, в котором в резкой форме требовал извинений. Тогда 30 июня Вашингтон отдал Ли под трибунал за неповиновение приказу, безграмотное командование и нарушение субординации. Трибунал, под председательством лорда Стирлинга, признал Ли виновным, а Конгресс одобрил это решение. Ли был на год отстранён от командования. Решение трибунала не было вполне справедливым, и Конгресс понимал это, но у него не было выбора; он не мог рисковать боеспособностью и репутацией армии ради спасения Ли.
Между тем Франция вступила в войну с Англией, и 8 июля французский флот из двенадцати линейных кораблей и четырёх фрегатов с отрядом в 4000 человек на борту, под командованием адмирала Д’Эстена, вошёл в Делавэрский залив. Если бы он пришёл немного раньше, британская армия была бы окружена в Филадельфии. Оставался шанс разбить британский флот у Нью-Йорка и тем заставить капитулировать британцев в Нью-Йорке, но глубокая осадка кораблей не позволяла французам подойти к Нью-Йорку. Тогда Д’Эстен решил вместе с Салливаном атаковать Ньюпорт, но и эта атака сорвалась. Со вступления французов в войну Вашингтон оказался как бы в подчинённом положении, что его не вполне устраивало, но он старался поддерживать с французами хорошие отношения.

### 1779—1781
1779 год прошёл без ярких событий, как и весь период до 1781 года, когда Вашингтон находился в пассивной обороне.
С самого начала войны Вашингтона беспокоила позиция индейских племён. В 1776 году он встречался с вождями ирокезов, а зимой 1778—1779 года пригласил их в Мидлбрукский лагерь на смотр армии. Но всё же индейцы пришли к мнению, что в этой войне победит Англия и выгоднее сотрудничать именно с ней. В ноябре 1778 года Джозеф Брант, вождь мохоков, собрал отряд индейцев сенека и вместе с двумя ротами лоялистов напал на долину Черри-Валли (штат Нью-Йорк), где сжёг американский посёлок и убил примерно 30 человек. В конце мая 1779 года Вашингтон поручил генералу Салливану возглавить отряд в 4000 человек и разорить поселения ирокезов, уничтожить запасы продовольствия и забрать женщин и детей в заложники для переговоров. Ирокезы успели уйти, но Салливан сжёг 40 поселений и уничтожил 160 000 бушелей зерна. Экспедиция Салливана нанесла индейцам непоправимый ущерб и сделала их более уязвимыми в будущем.
В мае англичане захватили два форта на реке Гудзон. Вашингтон сомневался, что сможет отбить их, но Энтони Уэйн вызвался сделать это, уверяя, что готов штурмовать ад, на что Вашингтон, как считается, ответил: «лучше попробуйте взять Стоуни-Пойнт, генерал». 15 июня произошло сражение у Стоуни-Пойнт; отряд Уэйна внезапно напал на форт и взял его штыковой атакой, захватив в плен 500 англичан. Эта победа остановила продвижение англичан в тот момент, когда у американцев начались серьёзные проблемы с боеприпасами. И всё же за исключением этого сражения и нападения на форт Паулус-Хук, лето проходило бессобытийно. В сентябре Вашингтон встретился с французским послом Ла Люзерном, в честь которого был устроен банкет на берегу Гудзона. Он произвёл хорошее впечатление на дипломатов, но не смог понять намерений французов и не знал, где находится флот Д’Эстейна и что он замышляет.

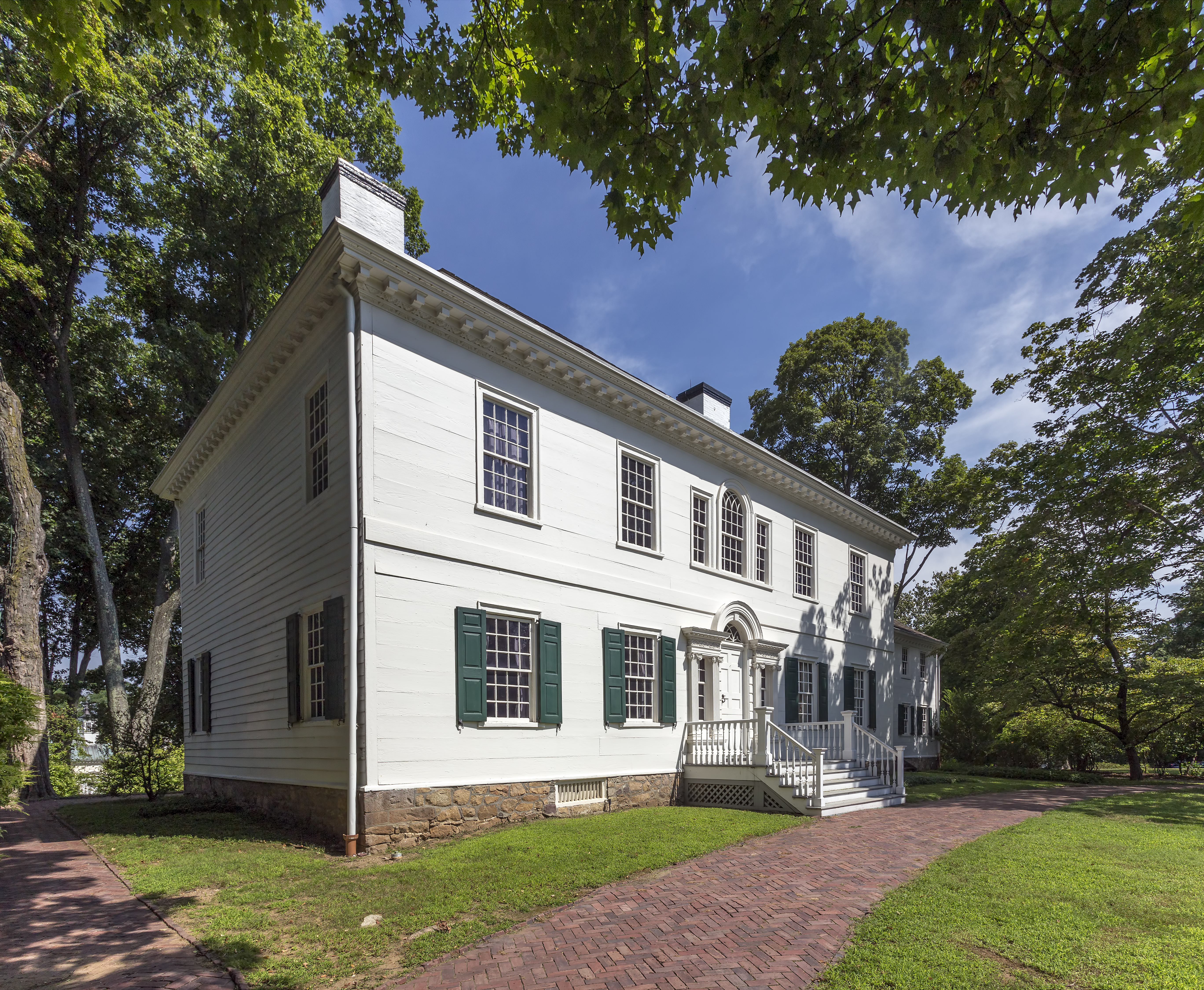
Дом Феодосии Форд, резиденция Вашингтона зимой 1779—1780 года

Осенью он отвёл армию в зимний лагерь в Морристауне, а сам разместился с адъютантами в доме Феодосии Форд. Армия снова страдала от нехватки одежды и снаряжения, а валюта обесценилась настолько, что Конгресс велел штатам самим выплачивать жалованья ополченцам. Инфляция не только осложняла снабжение армии, но и разоряла самого Вашингтона. Армия была на грани бунта и, если бы англичане напали, у них были бы все шансы на успех. Вашингтон писал Конгрессу, что армия на грани уничтожения; Натаниель Грин замечал, что «генерал расстроен, проклинает виновных и невиновных». 2 января 1780 года пошёл густой снег, который полностью отрезал армию от всего мира. Но этот же снег помешал англичанам, которые в феврале попытались совершить набег на лагерь для похищения Вашингтона. Трудности зимовки снова навели Вашингтона на мысли о несовершенстве государственного устройства страны и о необходимости централизации власти.
Весной 1780 года англичане перебросили армию из Нью-Йорка в Южную Каролину и осадили город Чарлстон, гарнизоном которого командовал Бенджамин Линкольн. Вашингтон мог только наблюдать за событиями, поскольку его власть не распространялась на Южный департамент. Он высказывал сомнения в решениях Линкольна и в итоге оказался прав: 12 мая Линкольн сдался британской армии. 2571 солдат Континентальной армии попал в плен. Вашингтон решил, что англичане решились на такую переброску, потому что знали о слабости его армии в Морристауне. У Вашингтона не хватало ресурсов для активных боевых действий, но зимой Франция решила отправить в Америку крупные сухопутные силы под командованием генерала Де Рошамбо. 10 июля французский флот прибыл в Ньюпорт. Вашингтон предлагал совместное наступление на Нью-Йорк, но французы ждали подкреплений и не верили в эффективность американской армии. Рошамбо не верил, что американцы, при их состоянии финансов, смогут эффективно осаждать Нью-Йорк, и осуждал Лафайета за излишне горячее лоббирование планов Вашингтона.
После капитуляции Линкольна командование Южным департаментом принял Горацио Гейтс, но 16 августа его армия была разбита генералом Корнуоллисом в сражении при Кэмдене. Конгресс отстранил Гейтса от командования. Гейтс был последним генералом, настроенным к Вашингтону оппозиционно, и с его уходом полномочия Вашингтона уже никто не оспаривал. Новым командиром департамента был назначен Натаниель Грин, с которым у Вашингтона были налажены хорошие отношения. В сентябре Вашингтон отправился на переговоры с Рошамбо в Коннектикут. Он находился в сложном положении: он считал, что именно американцы должны победить англичан, но в его распоряжении было всего 10 000 человек, половина из которых заканчивала службу в январе будущего года. Вашингтон произвёл хорошее впечатление на Рошамбо и его офицеров, но Рошамбо не был готов начинать боевые действия против Нью-Йорка, он ждал подкреплений и боеприпасов. Год заканчивался для Вашингтона тяжело: у армии не было денег, она уже два года, после Монмута, не видела сражений, а во Франции уже выражали недовольство её бездействием.
Отправляясь на встречу с Рошамбо, Вашингтон ещё не знал, что генерал Бенедикт Арнольд, которому он всегда доверял и которого назначил командиром укреплений Вест-Пойнта, стал агентом англичан и передал им места, где Вашингтон будет останавливаться по пути, чтобы они смогли захватить его, но эту информацию англичане получили слишком поздно. 22 сентября Арнольд передал секретные документы британскому офицеру, майору Джону Андре, который случайно попал в руки американцев. 25 сентября Вашингтон, возвращаясь из Коннектикута, посетил дом Арнольда в Вест-Пойнте. Он проинспектировал укрепления Вест-Пойнта, обнаружил их в совершенно непригодном состоянии и отправился на поиски Арнольда, но в тот же день получил донесение о задержании Андре и обнаружении бумаг. Арнольд успел скрыться. Вашингтон был потрясён тем, что предателем оказался не Гейтс или Ли, а Арнольд, которому он полностью доверял. Не зная масштабов заговора, он на всякий случай усилил гарнизон Вест-Пойнта и привёл армию в боевую готовность. Андре был отдан под суд и 2 октября казнён.

### Йорктаунская кампания

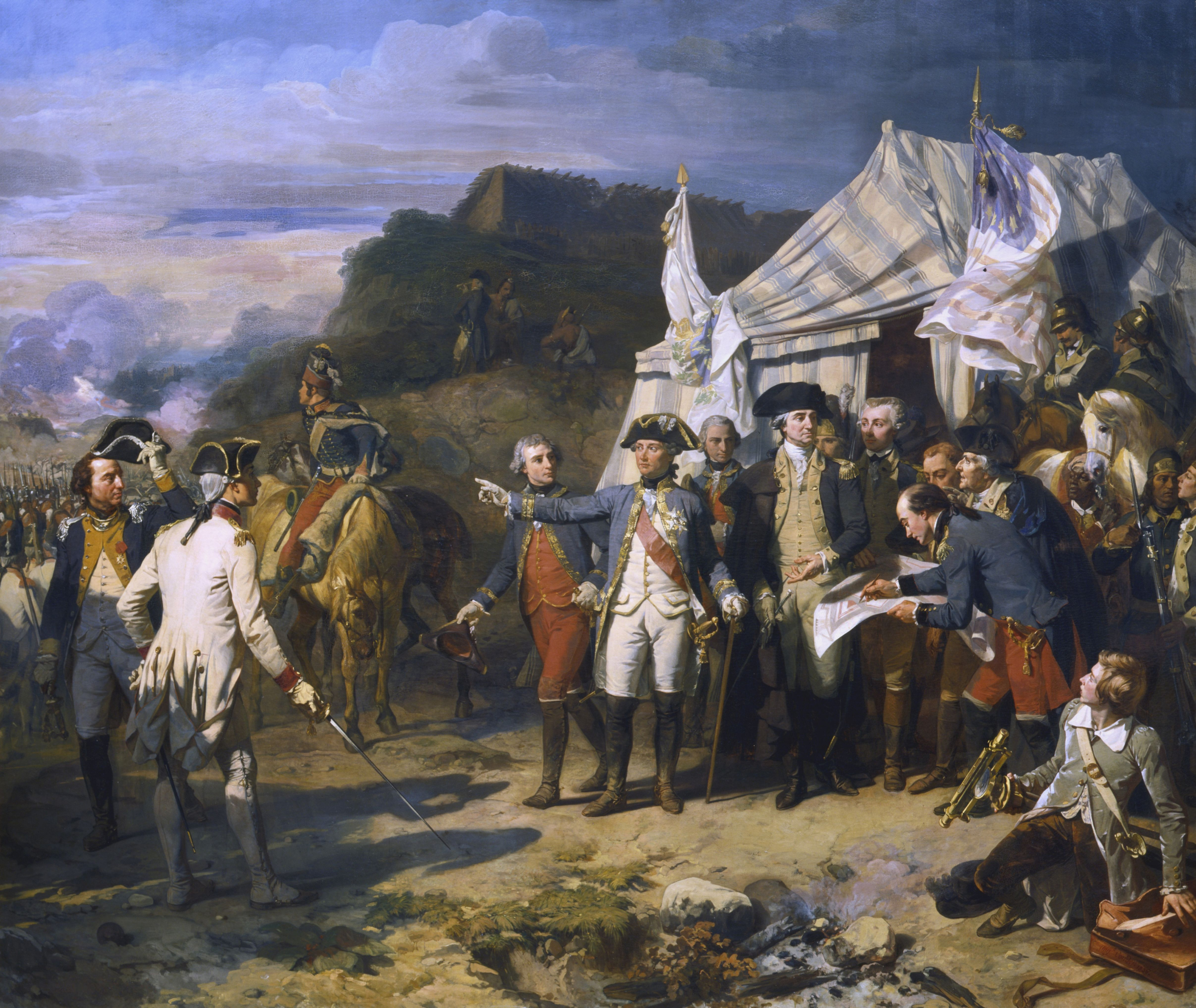
Вашингтон и Рошамбо во время осады Йорктауна. Картина Огюста Кудера, 1836 год

В начале 1781 года британская армия начала наступление на юге, разбила Грина при Гилфорд-Кортхауз и вторглась в Вирджинию. Губернатор Джефферсон запрашивал помощи у Вашингтона, но тот был не готов направить армию на юг, ещё надеясь при помощи французов захватить Нью-Йорк. В эти дни англичане высадились около его поместья Маунт-Вернон, и его управляющий, Ланд Вашингтон, вступил с ними в переговоры и снабдил продовольствием, чтобы спасти усадьбу от сожжения. Вашингтон был возмущён этим поступком и сообщил Ланду, что разрушение усадьбы не так расстроило бы его, как переговоры с врагом.
21 мая Вашингтон снова встретился с Рошамбо, который сообщил ему о скором прибытии эскадры адмирала Де Грасса. Они обсудили планы на 1781 год; Вашингтон настаивал на совместной атаке Нью-Йорка, предполагая, что это заставит англичан свернуть операции на юге. Формально Рошамбо был подчинённым Вашингтона и прямо не возражал, но сам следовал своим замыслам и велел Де Грассу идти не к Нью-Йорку, а в Чесапикский залив. Впоследствии, после победы на юге, Вашингтон стал утверждать, что изначально поддерживал этот план, а Нью-Йорку угрожал только для отвлечения внимания Клинтона. К августу 1781 года англичане узнали о его планах атаки Нью-Йорка и перебросили в город часть сил из Вирджинии. 14 августа Вашингтон узнал, что Де Грасс не явится к Нью-Йорку, и тогда окончательно отказался от планов атаки города.
Французский флот должен был вернуться на Карибы в середине октября, и это значило, что действовать надо очень быстро. Корнуоллис в это время отступил в Йорктаун; Вашингтон ещё ранее заметил генералу Нельсону, что этот город неудобен для размещения армии, потому что может быть легко окружён и отрезан от всех коммуникаций. Американцы стали делать вид, что готовятся к осаде Нью-Йорка, а основную армию направили на юг. Вашингтон разделил армию на три колонны и отправил к Чесапикскому заливу, где предполагалось погрузить её на корабли, но таковых собрать не успели, и было решено идти в Вирджинию по суше. По пути Вашингтон завернул в Маунт-Вернон, где не был с мая 1775 года. 14 сентября он прибыл в Уильямсберг, где разместился в доме Джорджа Уита. 18 сентября он встретился с де Грассом на его флагмане Ville de Paris. Через несколько дней вся Континентальная армия пришла в Уильямсберг.

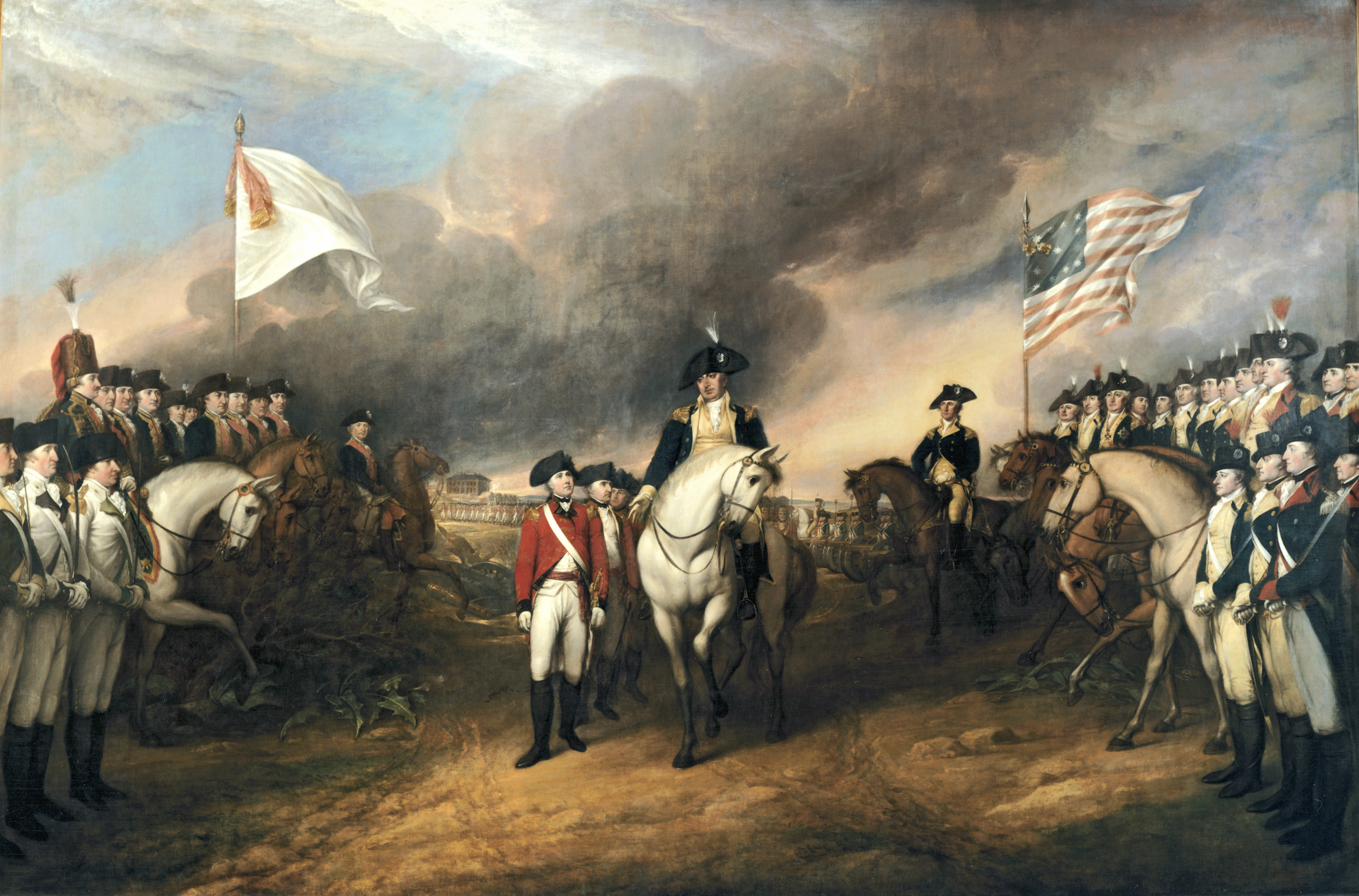
Капитуляция Корнуоллиса, картина Джона Трамбулла, 1820 год

28 сентября франко-американская армия начала марш на Йорктаун и вскоре окружила город. 9000 британцев Корнуоллиса оказались в окружении 19 000 человек армии союзников. Так как американцы (кроме Штойбена) не имели опыта ведения осадной войны, то Вашингтону пришлось поручить ведение осады Рошамбо и оказаться на вторых ролях. 9 октября была завершена первая линия траншей, установлены орудия, и французы дали Вашингтону сделать первый залп по противнику. 12 октября была начата вторая линия траншей, а в ночь с 14 на 15 октября отряд Гамильтона штурмом взял форт № 10. 17 октября 1781 года, в годовщину победы при Саратоге, Корнуоллис капитулировал. Вашингтон обещал Корнуоллису те же условия, что он сам некогда предложил гарнизону Чарлстона. 19 октября были подписаны условия капитуляции, англичане вышли из Йорктауна и сложили оружие. Колонну возглавлял генерал Чарльз О’Хара, который предложил шпагу Корнуоллиса генералу Рошамбо; тот указал на Вашингтона, Вашингтон же сказал, что будет достаточно, если шпагу отдадут генералу Линкольну. В отчёте Конгрессу Вашингтон написал, что победа завоёвана энтузиазмом рядовых и офицеров, а он сам всего лишь исполнял свои обязанности.
Джеки Кастис, приёмный сын Вашингтона, участвовал в осаде в роли адъютанта-волонтёра при отце. В лагере он тяжело заболел, и в день капитуляции его подняли на редут, чтобы он смог оттуда наблюдать за церемонией. Его отвезли затем в Элтам, где он умер 5 ноября. Вашингтон тяжело переживал смерть приёмного сына и пообещал жене заботиться о детях Джеки, как о своих собственных. Он вернулся с женой в Маунт-Вернон, где было принято решение неформально усыновить 2-летнюю Элеонору Кастис и 7-месячного Джорджа Кастиса.

### Завершение войны
После капитуляции Корнуоллиса Англия стала думать о завершении войны, но Вашингтон не верил в возможность такого исхода, он полагал, что англичане будут вести войну до последнего солдата. Он даже замышлял похитить принца Вильгельма, который в то время оказался в Нью-Йорке. Он не знал, что 30 ноября 1782 года было заключено временное перемирие, и только в декабре, когда англичане сдали Чарльстон, поверил в то, что война действительно заканчивается. Но снова наступала зима, казна была пуста, армию нечем было кормить и одевать, и она снова была на грани бунта. У самого Вашингтона в те дни сильно испортилось зрение, и он заказал себе очки у специалиста по линзам и астронома Дэвида Риттенхауса.

В январе 1783 года офицеры армии отправили Конгрессу своё возмущение положением армии. 13 февраля Гамильтон написал Вашингтону, что бунт в армии может принести пользу, если заставит Конгресс действовать более активно. Но Вашингтон категорически отказался использовать настроения в армии для нажима на Конгресс. Обстановка накалялась, и 15 марта Вашингтон сам собрал офицеров на совет, где призвал их не поддаваться на слухи (которые, возможно, исходят от англичан в Нью-Йорке) и не начинать кровопролития. При этом он достал новые очки со словами «я поседел на этой службе, а теперь ещё и ослеп». Рон Чернов писал, что эти слова произвели сильнейшее впечатление на собравшихся. В свою очередь, Конгресс пошёл навстречу и гарантировал пожизненное жалованье ветеранам. Волнения, известные как Ньюбургский заговор, постепенно улеглись. Вскоре, в середине апреля, Конгресс ратифицировал мирный договор с Англией и война завершилась.

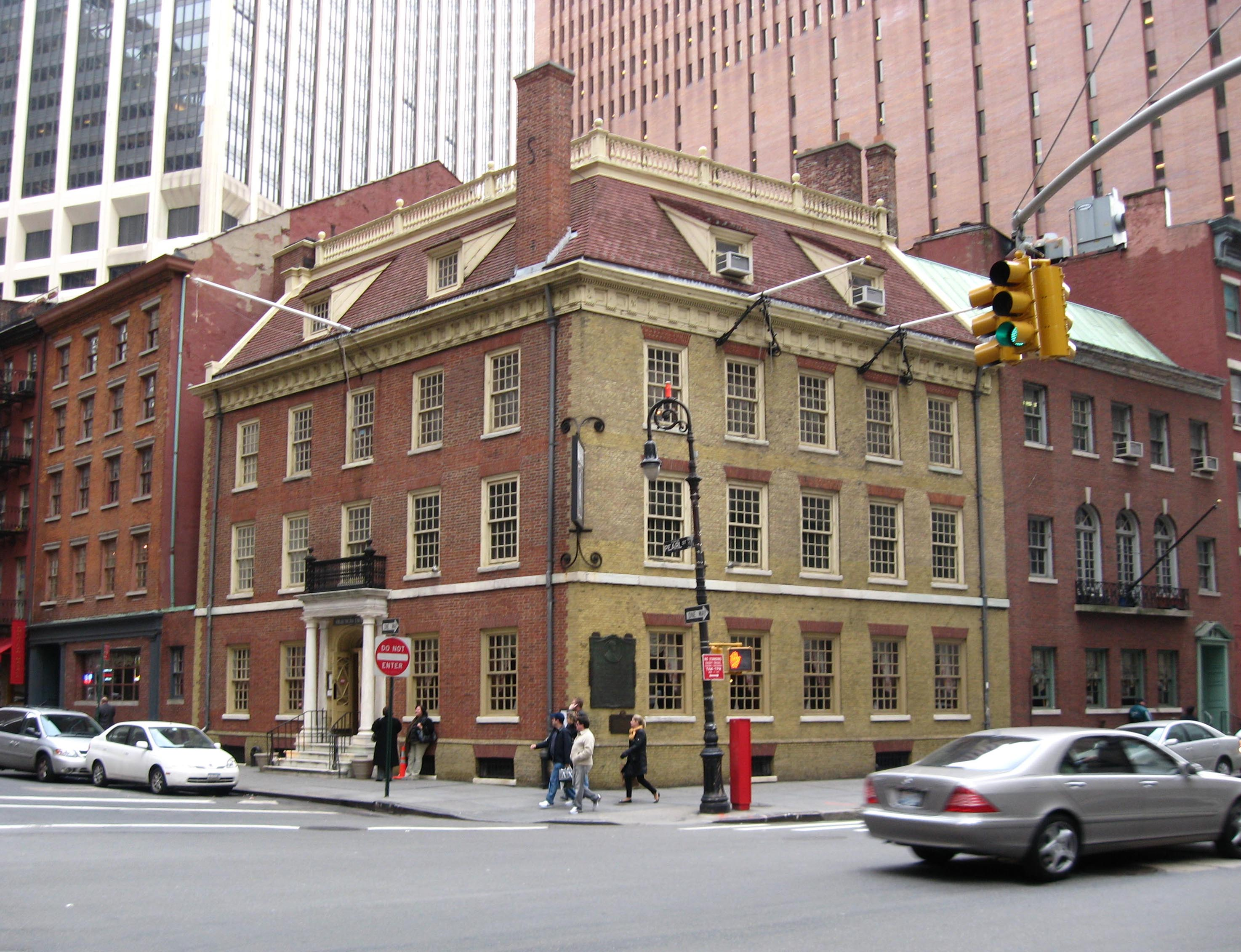
Фронсес-Тэверн в Нью-Йорке

В начале мая Вашингтон начал переговоры с командующим британской армией Гаем Карлтоном. Разговор коснулся, помимо прочего, судьбы трёх тысяч беглых рабов, которые находились в Нью-Йорке. Вашингтон предложил вернуть их прежним хозяевам, но Карлтон отказался и, кроме того, часть рабов была уже эвакуирована в Канаду. Вашингтон не стал настаивать на возвращении.
Для подавления мятежа, состоявшегося 24 июня в Филадельфии по тем же причинам — причинам несостоявшегося бунта в начале года, им было направлено 1500 военнослужащих под совместном командованием генерал-майора Уильяма Хета и генерала в отставке Роберта Хоу.
Утром 25 ноября англичане покинули Нью-Йорк. Вашингтон въехал в город по Бостон-Пост-Роуд вместе с губернатором Джорджем Клинтоном, чтобы подчеркнуть верховенство гражданских властей над военными. Он остановился в гостинице Фронсес-Тэверн, где 29 ноября пережил небольшое землетрясение. Здесь же 4 декабря он собрал офицеров на прощальную встречу. Присутствовали три генерал-майора (Нокс, Штойбен и Макдугал) и множество офицеров низших званий, всего 30 или 40 человек. Вашингтон кратко попрощался со всеми, обнял и поцеловал каждого, после чего повернулся и ушёл, не оборачиваясь.
Из Нью-Йорка он отправился в Филадельфию, а затем — в Аннаполис, где находился Конгресс. Он прибыл в город 22 декабря, с утра 23-го написал прощальное письмо генералу Штойбену, а днём прошла церемония отставки Вашингтона с поста главнокомандующего. Официальное заявление об отставке принял председатель Конгресса, Томас Миффлин. Отставка Вашингтона произвела сильное впечатление на общественность в Америке и Англии. Художник Джон Трамбулл считал это событие венцом всей эпохи становления США и в 1824 году создал на этот сюжет картину «Генерал Джордж Вашингтон подаёт в отставку» для ротонды Капитолия.

## В годы ранней республики

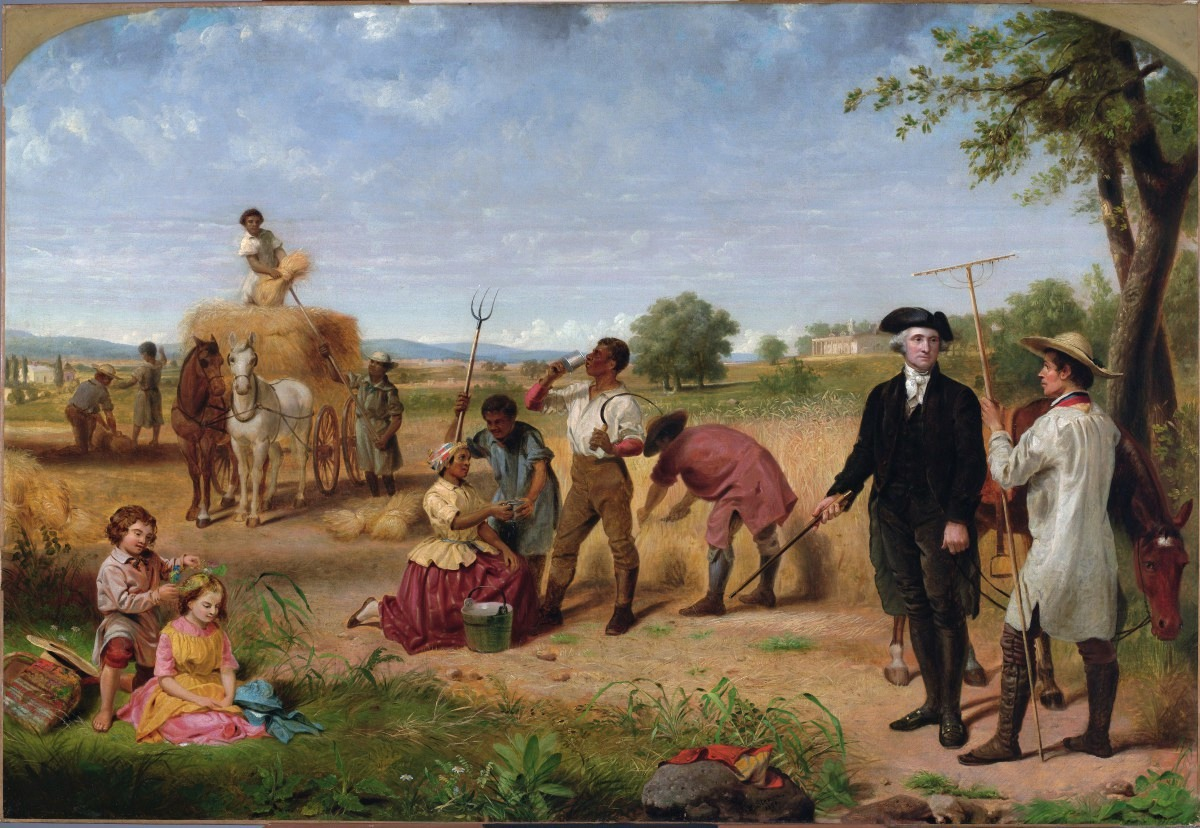
Вашингтон в Маунт-Вернон, картина Джуниуса Стирнса, 1851 год

Вашингтон вернулся в Маунт-Вернон к Рождеству 1783 года. «Теперь я буду мирно плыть по течению жизни, покуда не упокоюсь с отцами», — написал он Лафайету. Он занялся воспитанием приёмных детей Нелли и Уоши, и восстановлением хозяйства на своих пяти фермах: Мадди-Хоул, Доу-Ран, Ривер, Юнион и Меншен-Хаус, из которых состояло поместье Маунт-Вернон. Несмотря на сложное экономическое положение, ему приходилось встречать огромное количество гостей. В Вирджинии XVIII века было принято принимать в доме всех желающих, и этим стали пользоваться те, кто хотел посмотреть на Вашингтона. Чтобы поправить свои дела, Вашингтон в сентябре 1784 года отправился на инспекцию своих земель в Огайо, пройдя по маршруту своих прежних поездок и по дороге экспедиции Брэддока. Он посетил место сражения за форт Несессити, хотя в его дневниках не отразилось переживаний по этому поводу. Он вернулся домой 4 октября. Его земли на западе оказались захвачены сквоттерами, а у государства не было сил для наведения порядка в этом регионе.
В 1785 году, вероятно, под впечатлением от посещения Запада, Вашингтон увлёкся идеей создания навигационной структуры на реке Потомак. Он предложил губернатору Вирджинии Харрисону создать компанию, и в итоге образовалась «Потомакская компания». Вирджинские власти предложили ему в подарок часть акций компании, что Вашингтону показалось нежелательным, но он принял подарок, обещая потратить эти доходы на социальные нужды. Он стал президентом компании, и в августе совершил инспекционное путешествие на каноэ вверх по реке Потомак. При его содействии началось строительство канала Чесапик-Огайо. Переговоры по этому вопросу потребовали межштатных переговоров Вирджинии с Мэрилендом в 1785 и 1786 годах, что привело к Конституционному конвенту в 1787 году. Сама компания впоследствии разорилась, но её создание имело долговременные политические последствия.

### Филадельфийский конвент

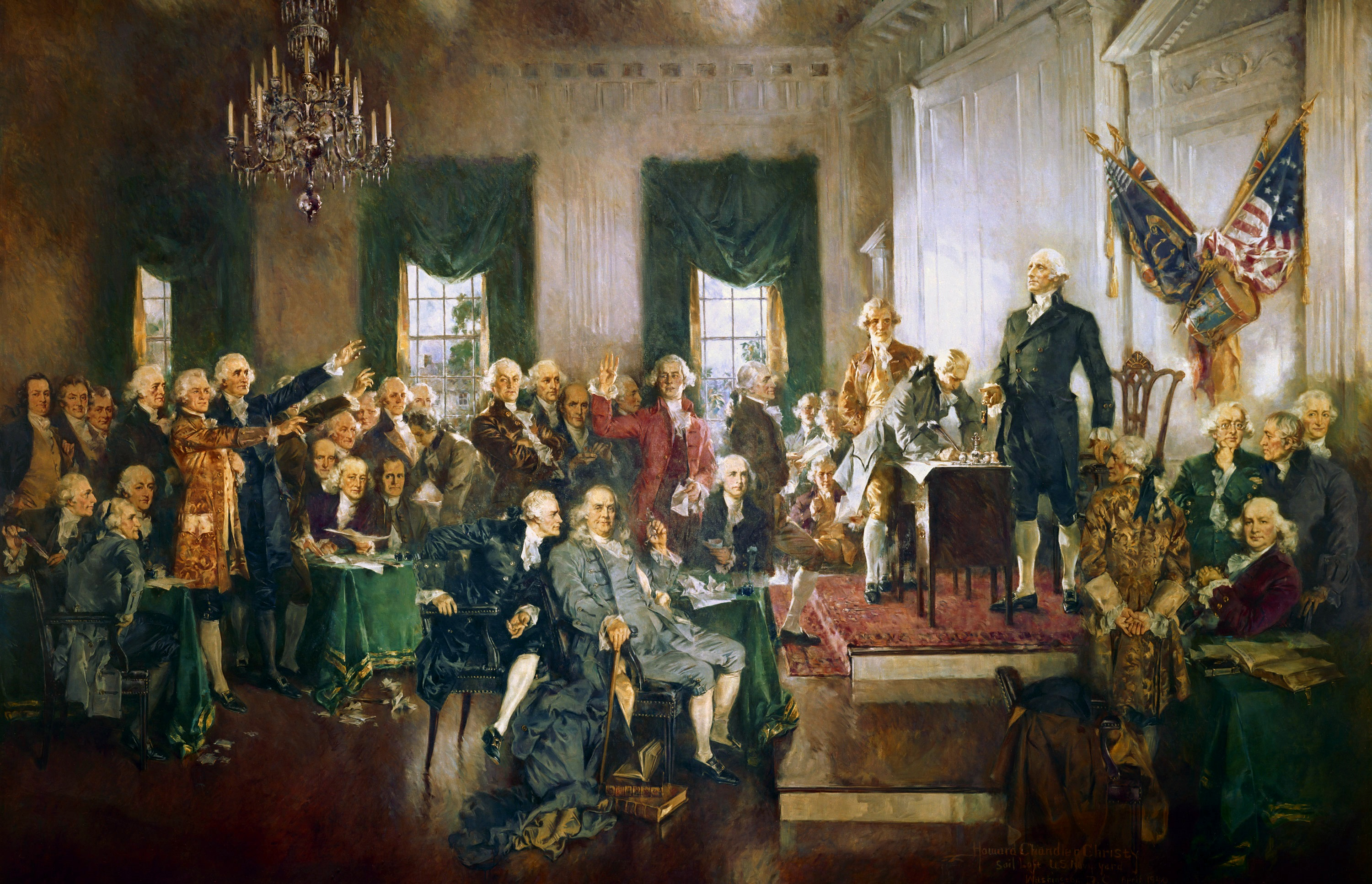
Вашингтон на картине Говарда Чендлера Кристи «Сцена подписания Конституции Соединённых Штатов»

В сентябре 1786 года на межштатном собрании в Аннаполисе Гамильтон призвал собрать Конвент в 1787 году для пересмотра Статей Конфедерации. В сентябре и октябре Рэндольф, Мэдисон и Монро встретились с Вашингтоном, обсудили этот вопрос и предложили ему вернуться к политической жизни. Одновременно стало известно о бунте в Массачусетсе, вызванном ростом налогов и слабостью центральных властей. Генри Нокс писал Вашингтону, что страна на грани анархии. В конце года Вашингтон узнал, что назначен главой делегации от Вирджинии. Он колебался всю зиму и только в начале марта 1787 года решился принять это назначение.
9 мая 1787 года Вашингтон выехал в Филадельфию с тремя слугами: Джилсом, Пэрисом и Билли Ли. 13 мая он прибыл в Филадельфию и поселился в доме Роберта Морриса. Так как вирджинская делегация прибыла раньше всех, то они первые начали обсуждение вопроса и выработали так называемый «Вирджинский план». 25 мая начались заседания Конвента, и Вашингтон был единогласно избран председателем. Этот пост позволял ему оставаться нейтральным арбитром, не выдвигая предложений и не принимая ничьей стороны в спорах.
Конвент работал мирно ещё в начале июня, но к концу месяца назрел конфликт между крупными и мелкими штатами по вопросу о системе выборов в палату представителей. Несмотря на сложную работу, Вашингтон находил время для социальной жизни. В июле он принял участие в поездке на ловлю форели, во время которой посетил Велли-Форж, место своего бывшего военного лагеря. Конвент, между тем, в середине июля пришёл к «Коннектикутскому компромиссу» относительно системы представительства в Конгрессе. Но разногласия возобновились по вопросу рабовладения: южные штаты обещали покинуть Союз, если будет принято решение об отмене рабства. Вашингтон не высказывался открыто по этому вопросу, будучи уверен, что рабство ликвидируется само собой в ближайшем будущем. В вопросе о полномочиях президента Вашингтон был сторонником сильной исполнительной власти, и именно под его влиянием многие члены конвента пересилили свою неприязнь к исполнительной власти. В итоге 12 сентября была готова финальная версия Конституции. Вашингтон писал Лафайету, что эта новая система содержит больше препятствий для тирании, чем любая другая система, ранее придуманная смертными.
22 сентября он вернулся в Маунт-Вернон, откуда зимой наблюдал за процессом ратификации Конституции. К январю её приняли Пенсильвания, Нью-Джерси, Делавер, Джорджия и Коннектикут, но сильная оппозиция сформировалась в Вирджинии и штате Нью-Йорк. Только 28 июня до Вашингтона дошли известия о принятии Конституции в этих штатах. Впоследствии Эдмунд Рэндольф сказал Вашингтону, что Конституция была принята только потому, что была им одобрена и потому что были надежды, что именно он будет приводить её в исполнение.

### Президентские выборы
Конгресс постановил собрать коллегию выборщиков в январе 1789 года, а выборы провести в феврале. Генри Ли предсказывал в январе, что даже выборщики-антифедералисты будут голосовать за Вашингтона; так и произошло. 4 февраля все 69 выборщиков отдали голоса Вашингтону, и он стал единственным президентом в истории Америки, избранным единогласно. Затем последовали выборы вице-президента. Считается, что Гамильтон уговорил часть выборщиков не голосовать за Адамса, чтобы тот не набрал равного с Вашингтоном количества голосов. В итоге Адамс получил 34 голоса из 69. Конгресс должен был собраться 4 марта и объявить результаты, но из-за плохого состояния дорог собрался только в начале апреля. 6 апреля голоса были официально подсчитаны.
Вашингтон пытался отказаться от зарплаты президента, как ранее отказался от зарплаты главнокомандующего, но Конгресс настоял на зарплате в 25 000 долларов в год. Это спасло его финансовое положение, которое пошатнулось после неурожаев, засухи 1787 года и сильных морозов зимы 1787—1788 годов. Ему приходилось закупать зерно, чтобы прокормить рабов. Он даже выставил на продажу часть земель, чтобы расплатиться с долгами, но продать по желаемой цене их не удалось. В итоге Вашингтону пришлось брать в долг деньги, чтобы поехать в Нью-Йорк на собственную инаугурацию.

В полдень 14 апреля 1789 года секретарь Конгресса Чарльз Томпсон явился в Маунт-Вернон, сообщил результаты голосования и зачитал письмо от временно исполняющего обязанности президента, Джона Лэнгдона. Вашингтон ответил, что сомневается в своих способностях, и, как видно из его частных писем, он действительно сомневался, что справится с такой непривычной для него ролью. 16 апреля он отбыл в Нью-Йорк. Он проследовал через Александрию, Филадельфию и Трентон, где горожане построили арку из цветов с надписью «26 декабря 1776» в честь его победы при Трентоне. 23 апреля он прибыл в Нью-Йорк на барже, которая причалила у начала Уолл-Стрит, и отправился в дом Самуэля Осгуда, арендованный Конгрессом для президента. Вашингтон по личной инициативе составил инаугурационную речь на 70 страниц, в которой до смешного много места (по выражению Рона Чернова) уделил оправданию своего согласия на президентство, но Мэдисон забраковал эту речь как слишком длинную и написал другую, короче. 30 апреля в здании Федерал-холла Вашингтон дал президентскую клятву на Библии. Так как Библию подготовить не успели, то пришлось срочно её искать; положение спасла масонская ложа, предложив свою. Дав клятву на балконе здания, Вашингтон затем удалился в зал заседаний, где зачитал инаугурационную речь. После завершения речи он отправился на епископальную службу в церковь Святого Павла, и на этом церемонии завершились.

## Президентство (1789—1797)

### Первый срок
С первых дней своего президентства Вашингтону пришлось придумывать правила президентского этикета, которые позволяли бы ему общаться с людьми без ущерба для работы и не вызывали при этом обвинений в подражании королевским дворам Европы. Он разработал правила приёмов и официальных обедов, которые проходили сначала в его первой резиденции на Черри-Стрит, а с 1790 года во второй резиденции на Бродвее. Офисная работа сказалась на его здоровье, хотя и не серьёзно. 1 сентября 1789 года Вашингтон узнал о смерти своей матери, Мэри Болл Вашингтон.

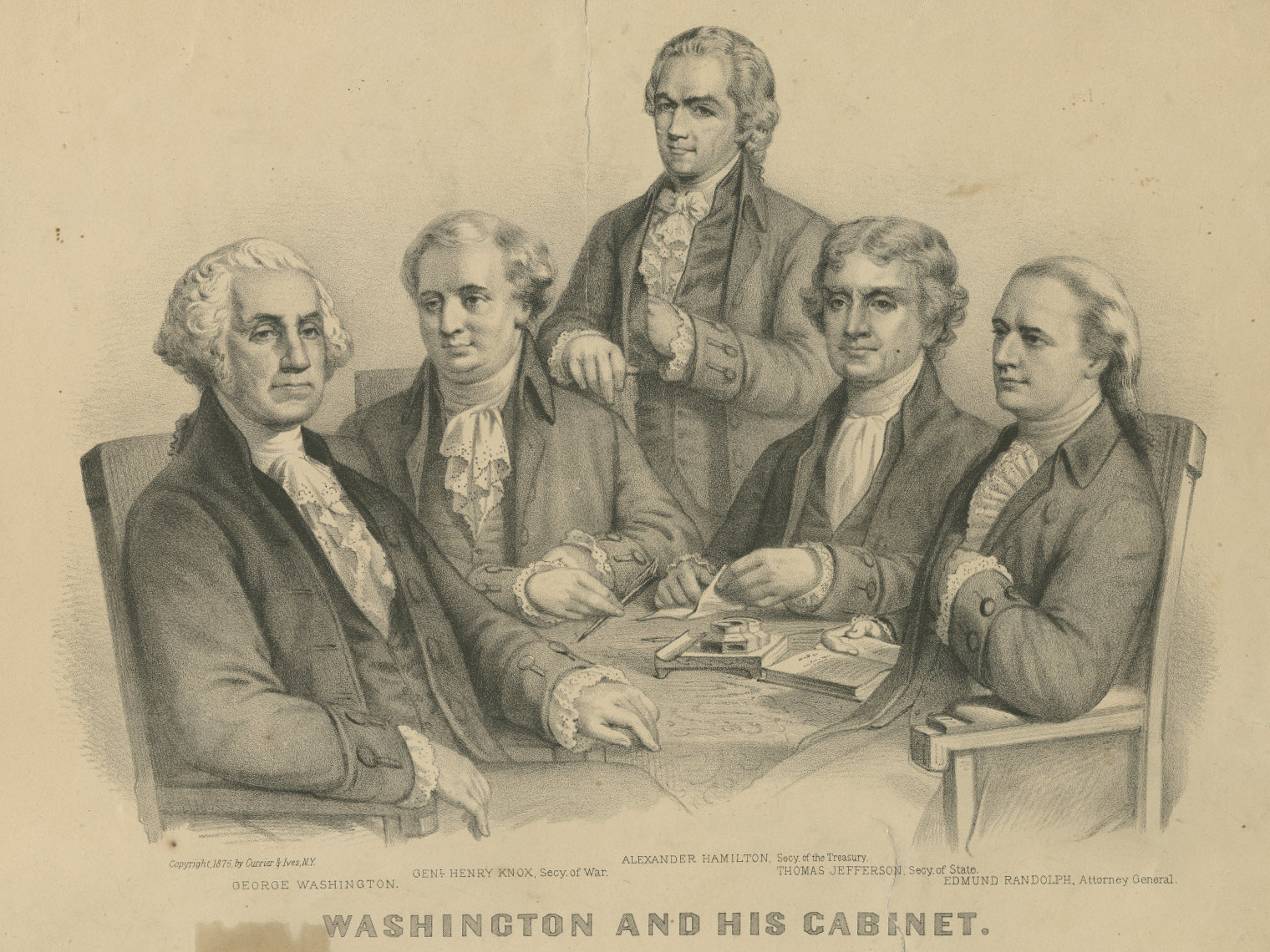
Первый кабинет Вашингтона

Весь первый год президент занимался подбором кандидатур для федерального правительства. Сенат не стал вмешиваться в этот процесс, что установило традицию, по которой глав департаментов назначает президент. В своё первое правительство Вашингтон включил Генри Нокса (военные дела), Эдмунда Рэндольфа (юстиция), Томаса Джефферсона (иностранные отношения) и Александра Гамильтона (финансы). В это же время Джеймс Мэдисон разрабатывал поправки к Конституции, известные как «Билль о правах». При поддержке Вашингтона эти поправки были одобрены Конгрессом в сентябре 1789 года и отправлены в легислатуры штатов на ратификацию. Принятие билля привело к вступлению в Союз Северной Каролины и Род-Айленда.
В начале 1790 года Александр Гамильтон представил Конгрессу свой доклад о состоянии финансов государства и о мерах по реформированию финансовой системы. Эти предложения породили долгие споры в Конгрессе и в Кабинете, в которые Вашингтон предпочитал не вмешиваться. В итоге был достигнут «Компромисс 1790 года»: представители южных штатов согласились на ряд предложений Гамильтона в обмен на решение, что новая столица государства будет находиться на Юге (на реке Потомак). 1 июля 1790 года Конгресс утвердил Столичный акт, а Вашингтон лично занялся его реализацией, поручив Пьеру Ланфану составление плана столицы. Согласно Столичному акту, столица страны временно, с 1790 по 1800 год, переносилась в Филадельфию. Между тем Гамильтон предложил стимулировать экономику, создав Первый банк Соединённых Штатов. Вашингтон колебался с утверждением этого решения, но всё же утвердил билль 25 февраля 1791 года. Создание банка раскололо кабинет Вашингтона на две части: сторонников Гамильтона и его реформ, и противников реформ, во главе с Джефферсоном. Вашингтон старался не принимать ничью сторону, хотя склонялся на сторону Гамильтона.
В августе 1792 года во Франции произошло восстание якобинцев, которое привело к казни короля и началу англо-французской войны. Споры о войне ещё сильнее раскололи кабинет Вашингтона и американское общество. Вашингтон старался придерживаться нейтралитета в этом международном конфликте, но в то же время предпринял ряд мер по обеспечению границ: это привело к войне с индейцами северо-запада. Индейцы разбили экспедицию Хармара и экспедицию Сен-Клера, и только Энтони Уэйн смог навести мир в регионе к осени 1794 года.
С самого начала президентства Вашингтон был уверен, что в стране нет почвы для партийных расколов, но к 1792 года общество стало распадаться на два конфликтующих лагеря. Томас Джефферсон считал, что Гамильтон замышляет превратить Америку в монархию по английскому образцу и что Вашингтон попал под его влияние. Джефферсон начал публичную критику курса Гамильтона в газетах. Сторонники Гамильтона (гамильтонианцы) стали называть себя федералистами, а сторонники Джефферсона (джефферсонианцы) называли себя республиканцами, подразумевая, что защищают демократию. Партийный раскол поставил Вашингтона в сложное положение: он собирался уйти с поста президента в конце 1792 года, но нестабильность в обществе помешала его планам. Уход Вашингтона мог расколоть Союз, поэтому обе враждующие группировки были заинтересованы в том, чтобы он остался на посту.

### Второй срок

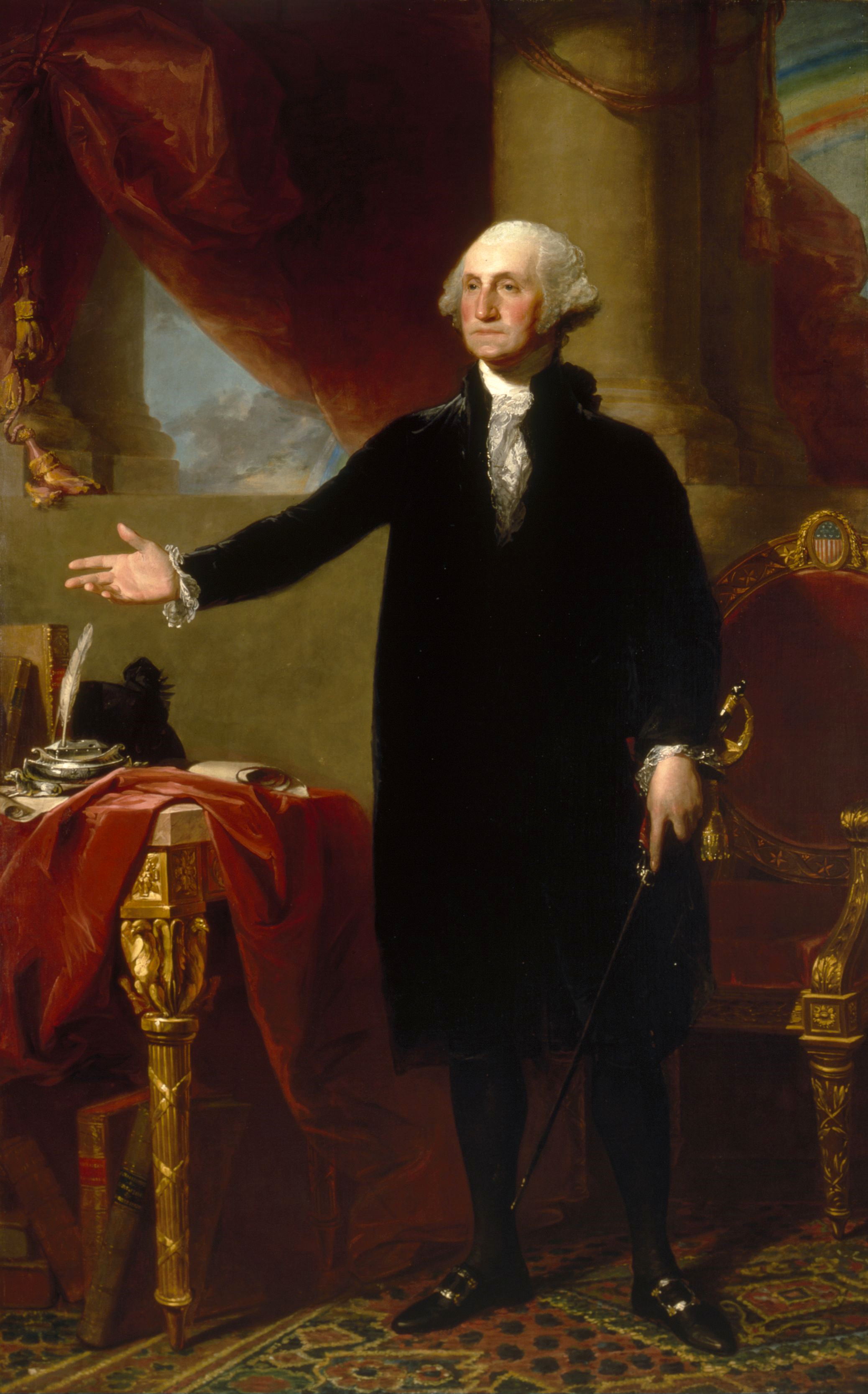
Лансдаунский портрет Вашингтона (1796)

В ноябре 1792 года прошли вторые президентские выборы в истории США: Вашингтон получил 132 голоса выборщиков. Джон Адамс получил 77 голосов и остался вице-президентом. Вторая инаугурация Вашингтона состоялась 4 марта. Критика в свой адрес заставила Вашингтона провести всю церемонию предельно скромно. Он явился к зданию Конгресса без всякого сопровождения, прочитал короткую речь, дал президентскую клятву и сразу отправился домой.
Главными проблемами его второго срока стали внешнеполитические. Так как Франция объявила войну Англии, то в Америке встал вопрос, надо ли соблюдать договор с Францией 1778 года и объявлять Англии войну. 22 апреля Вашингтон, в обход Сената, подписал Прокламацию о нейтралитете. В то же время в США прибыл новый французский посол, Эдмон Жене, который начал открытую агитацию в поддержку Франции. Методы Жене были настолько бестактными, что Конгресс потребовал от Французского правительства его отставки. Жене отозвали, но под его влиянием в стране начали появляться политические клубы, известные как Демократическо-республиканские общества. Вашингтон был недоволен их появлением, полагая, что они действуют в интересах Франции и разжигают в стране социальные конфликты. Политический конфликт, вызванный спорами о нейтралитете, почти угас из-за эпидемии жёлтой лихорадки, которая вспыхнула в Филадельфии в июле 1793 года. Правительство покинуло город и вернулось только в декабре. В эти же дни Джефферсон подал в отставку с поста госсекретаря, и на его место Вашингтон назначил Эдмунда Рэндольфа.
Весной 1794 года отношения с Англией начали обостряться из-за захвата англичанами судов (в том числе американских) с товарами для Франции. Вашингтон принял решение, которое возмутило многих врагов Англии: он отправил Джона Джея в Лондон на переговоры о мире. Джея особенно не любили в западных штатах, и его назначение обострило конфликт между фронтиром и федеральными властями. Конфликт (Восстание из-за виски) начался ещё в 1791 году из-за введённого налога на виски, а в июле 1794 года перешёл в вооружённые столкновения. Вашингтон распорядился сформировать армию для подавления протестов и лично явился на смотр этой армии в Карлайл. Он стал первым и последним действующим американским президентом, который присутствовал в армии в военное время. В конце октября 1794 года он поручил Гамильтону руководство боевыми действиями и вернулся в Филадельфию. Протесты удалось подавить без серьёзных жертв. Сразу же после восстания подали в отставку Гамильтон и Генри Нокс.
В ту же осень в Лондоне был заключён англо-американский мирный договор («Договор Джея»), по которому США шли на значительные уступки Англии и который вызвал бурю протестов весной 1795 года. Сам Вашингтон был недоволен договором, но обстановка вынуждала утвердить его. В этот трудный момент госсекретарь Рэндольф был обвинён в сговоре с французами и получении от них денег за лоббирование их интересов, что привело к отставке Рэндольфа и назначении на его место Тимоти Пикеринга, а также к назначению Джеймса Макгенри на должность военного министра. С этого момента кабинет Вашингтона стал полностью федералистским. Борьба за реализацию договора Джея тянулась до весны 1796 года. Только убедившись, что мир с Англией налажен, Вашингтон принял решение уйти из политики и не избираться на третий срок.
Прощальное обращение Вашингтона было опубликовано 19 сентября 1796 года и дало старт предвыборной кампании — первой состязательной кампании в истории страны. Федералисты выставили кандидатуры Джона Адамса и Томаса Пинкни, а республиканцы — Томаса Джефферсона и Аарона Бёрра. Адамс победил, получив 71 голос, а Джефферсон получил 68 голосов и стал вице-президентом. 4 марта 1797 года состоялась инаугурация Джона Адамса. Вашингтон пришёл на церемонию пешком, подчёркивая свой статус простого гражданина. Он представил обществу Адамса, зачитал короткое прощальное обращение, и на этом его президентские полномочия прекратились.

## Последние годы жизни

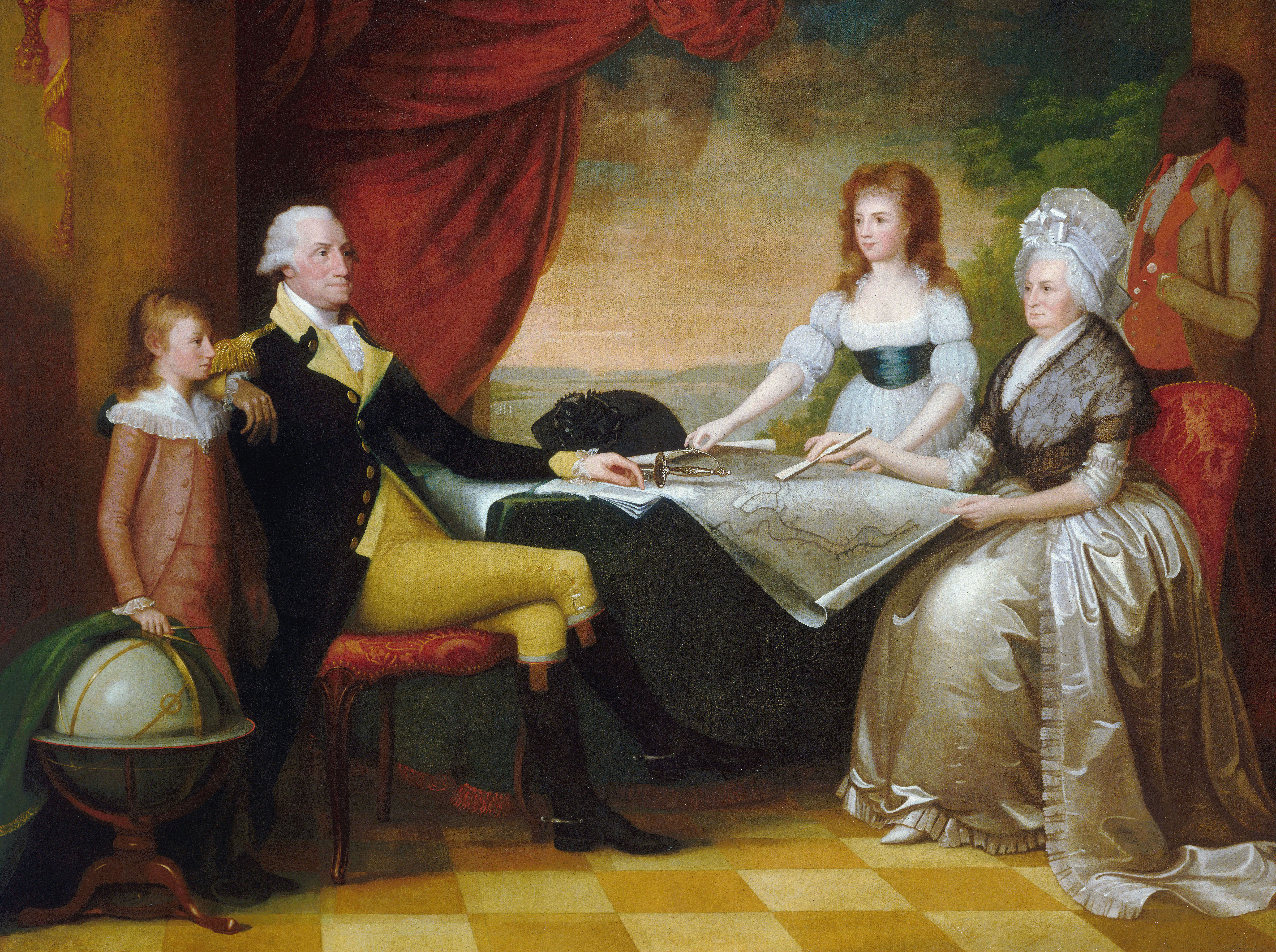
Джордж и Марта Вашингтон, Нелли и Джордж Кастисы и, вероятно, слуга Билли Ли

Покинув пост президента, Вашингтон стал готовиться к возвращению в Маунт-Вернон. Он распродал или раздарил часть мебели и иного имущества, часть отправил в Маунт-Вернон. Часть имущества он пытался перепродать Адамсу: тот потом утверждал, что Вашингтон собирался всучить ему двух старых лошадей за 2000 долларов. 8 марта он официально простился с Адамсом, а утром 9 марта покинул Филадельфию в компании Марты, Нелли Кастис, Жоржа Вашингтона Лафайета и его воспитателя. Тобиас Лир и Бартоломью Дэндридж остались присматривать за резиденцией. Вашингтон распорядился навести в резиденции порядок и чистоту, но Эбигейл Адамс утверждала, что застала в доме сцену невиданного ранее пьянства и беспорядка.
Потратив 7 дней на путешествие, во время которого Вашингтон старательно избегал парадных мероприятий, он прибыл в Маунт-Вернон 15 марта к обеду. Он обнаружил дом в заброшенном, необжитом состоянии, нуждающемся в ремонте, который, как казалось, будет стоить столько же, сколько новый дом. Одновременно он разбирал свой архив, привезённый из Филадельфии. Одних только документов времён войны было 30 или 40 папок. В эти же дни, 5 апреля, он узнал о смерти своей родной сестры, Бэтти Вашингтон Льюис.
Весной 1797 года Вашингтон нанял нового управляющего, Джеймса Андерсона, по совету которого построил завод по производству виски (несмотря на своё неприязненное отношение к алкоголю). К 1799 году он производил до 1000 галлонов виски в год, став крупнейшим производителем виски в Америке. Но это не улучшило его финансового положения. Он перешёл на режим экономии и решил заняться скотом вместо выращивания зерновых, что сократило бы расходы и сделало бы его менее зависимым от рабского труда.
Весной 1798 года отношения с Францией, испорченные договором Джея, продолжали ухудшаться и страны оказались на грани войны. Вашингтон следил за ситуацией и в мае советовал Военному секретарю поскорее ввести в дело пороховой завод на реке Шенандоа. В конце мая он получил письмо от Гамильтона, написанное 19 мая, где тот предупреждал Вашингтона, что в случае начала войны с Францией ему придётся возглавить армию. 22 июня Джон Адамс прислал письмо с пожеланием видеть его командиром армии, а 26 июня мнения Вашингтона по этому вопросу запросил военный секретарь. 4 июля пришло официальное назначение и уведомление о присвоении Вашингтону звания генерал-лейтенанта. Вашингтон согласился принять полевое командование, когда будет сформирована армия, и составил список высших офицеров (в звании генерал-майоров) для этой армии. Он выбрал Александра Гамильтона, Чарльза Пинкни и Генри Нокса. В качестве альтернативы одному из трёх он предложил Генри Ли. 14 июля он официально принял предложение возглавить армию. В ноябре Вашингтон посещал Филадельфию и обсуждал формирование новой армии. Но отношения с Францией начали налаживаться, и Квазивойна не переросла в настоящую войну.

## Смерть

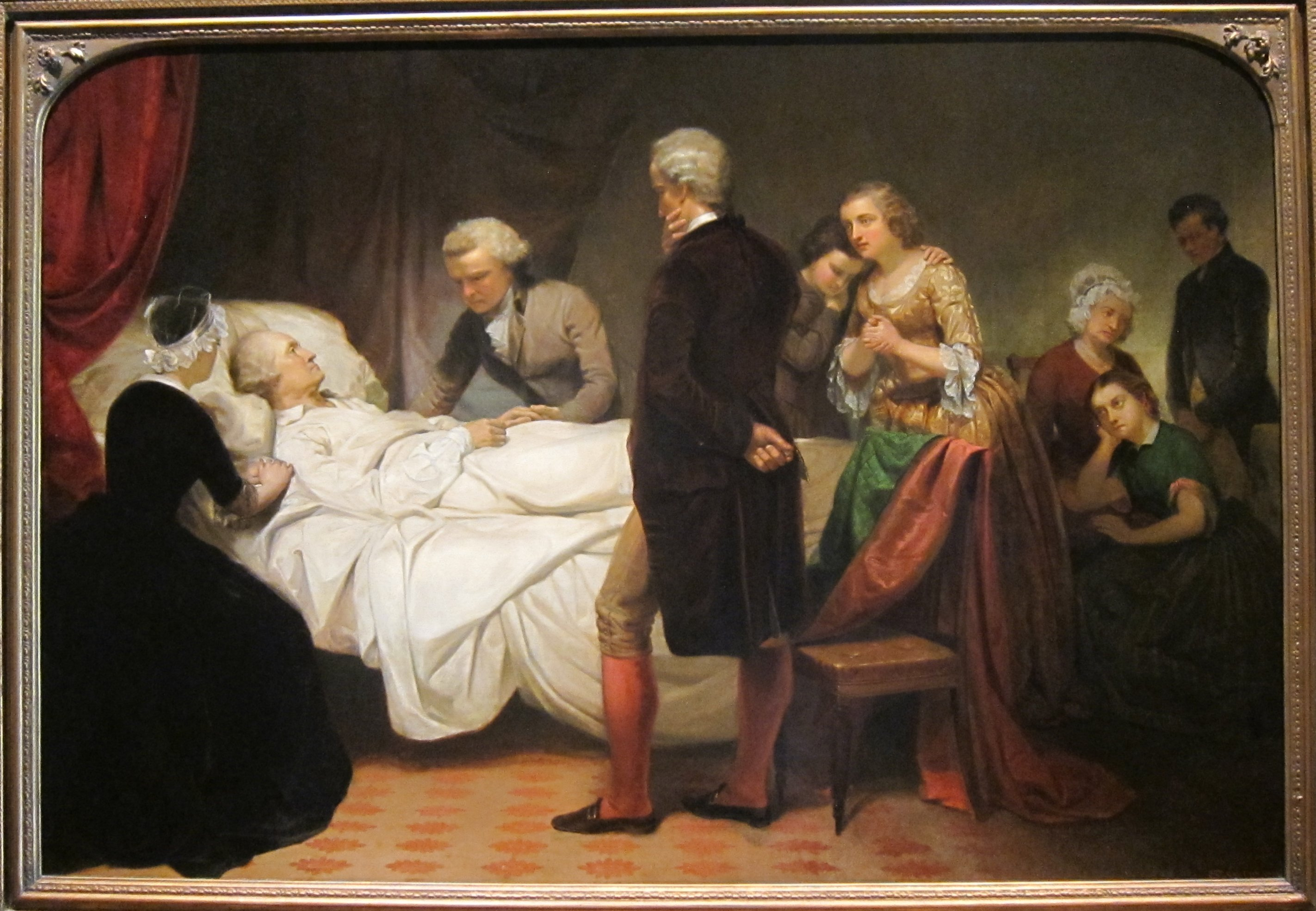
Вашингтон при смерти. Картина Джуниуса Стирнса, 1851 год

12 декабря 1799 года Джордж Вашингтон отправился осматривать свои фермы, провёл несколько часов верхом на лошади и попал под дождь со снегом, а потом не стал менять одежду перед обедом. На следующий день он снова отправился на фермы, а в ночь на 14-е у него начался кашель. Утром он уже с трудом мог говорить. Из Александрии вызвали доктора Крейка, которого Вашингтон знал со времён войны с французами. Пока он не прибыл, Вашингтон велел сделать себе кровопускание. Первым прибыл доктор Крейк, потом Густавус Браун и Элиша Дик. Дик предложил сделать трахеостомию, но это предложение не было поддержано. Оставшись с Крейком наедине, Вашингтон сказал ему: «Я умираю тяжело, но я не боюсь умирать». Он велел Марте достать два текста его завещания, выбрал один из них и уничтожил другой. Около 22:00 он велел своему секретарю Тобиасу Лиру похоронить себя только через три дня после смерти, потому что боялся быть похоронен заживо.
Он не молился перед смертью, а доктора, вероятно, надеялись на благополучный исход и поэтому не вызвали священника. Вашингтон сохранял ясность ума до самого последнего момента. Смерть застала его в тот момент, когда он сам проверял свой пульс. Было между 22:00 и 23:00 14 декабря 1799 года. При его кончине присутствовали Марта, Джеймс Крейк, Тобиас Лир, слуги Кристофер Шилс, Кэролайн Брэнам, Шарлотт и Молли.
Похороны состоялись 18 декабря. Вашингтон завещал похоронить себя без парадов и речей, просто, по-военному. В 15:00 шхуна на реке Потомак дала залп из орудий, и по этому сигналу траурная процессия отправилась к склепу. Кавалерия и пехотинцы вели процессию, шестеро полковников несли гроб. Пастор Томас Дэвис провёл похоронный обряд по традиции епископальной церкви, после чего Элиша Дик, мастер масонской ложи № 22 в Александрии, совершил масонский ритуал. Марта Вашингтон не нашла в себе сил присутствовать на похоронах.
Впоследствии много споров велось вокруг поставленного докторами диагноза и предпринятых ими мер лечения. Крейк и Браун писали, что симптомы напоминали cynanche trachealis (трахеит), хотя в то время так называли и воспаления верхних дыхательных путей, и паратонзиллярный абсцесс. Неоднократно высказывались предположения, что Вашингтон умер от потери крови вследствие кровопускания.
Конгресс поручил Генри Ли написать некролог, над которым тот стал работать в Филадельфии в бывшем доме Франклина. Он представил некролог Конгрессу 28 декабря 1799 года. В заключительной части некролога Ли назвал Вашингтона «первым в годы войны, первым в годы мира и первым в сердцах своих сограждан». Эта фраза стала знаменитой и впоследствии часто цитировалась.

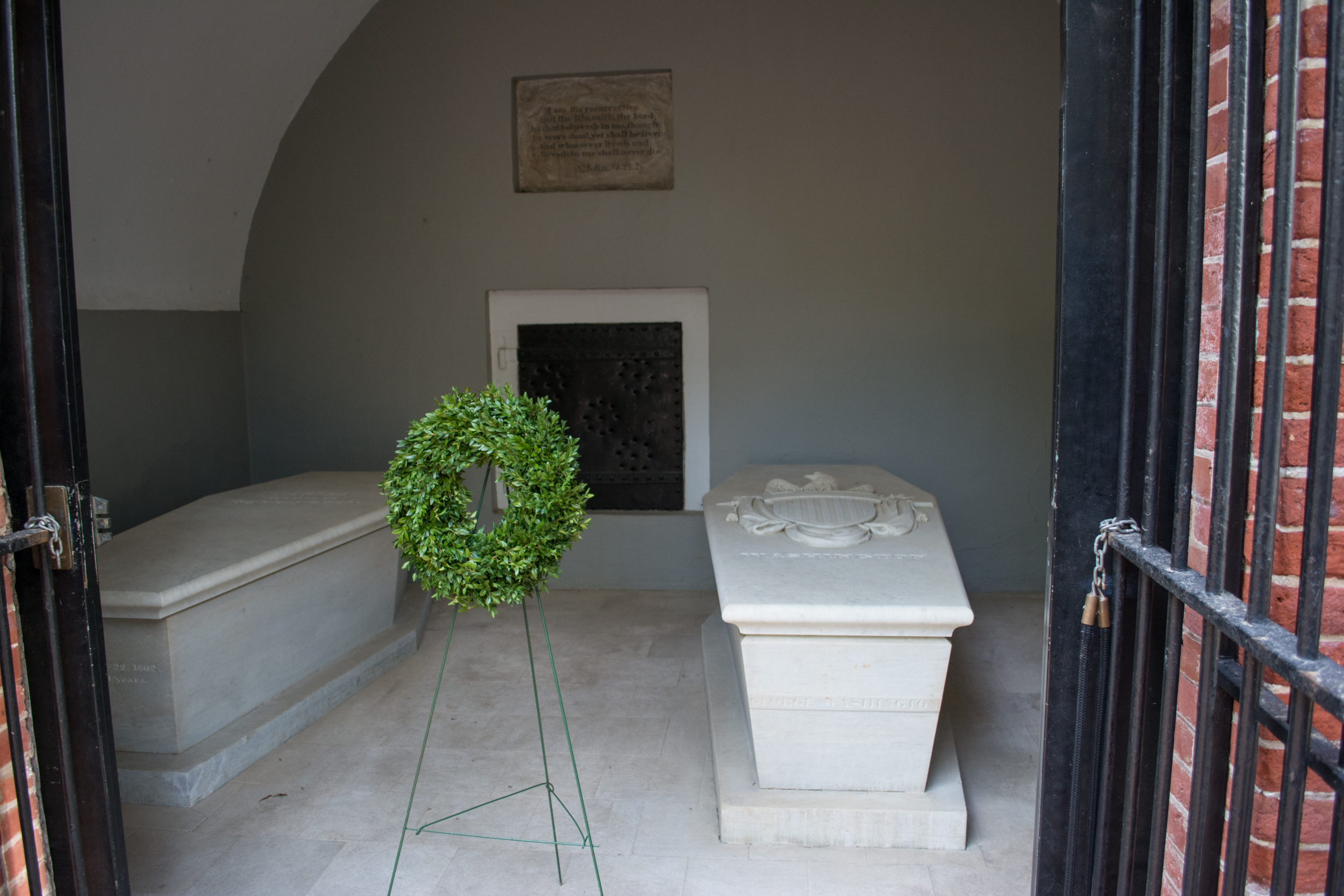
Саркофаги Джорджа и Марты в склепе в Маунт-Вернон

После смерти Вашингтона Конгресс постановил перенести его тело в крипту Капитолия. Марта Вашингтон дала своё согласие на перезахоронение, и 8 января 1800 года её ответ был получен Конгрессом, однако споры о стоимости проекта затянули решение вопроса. Этот вопрос повторно поднимался по инициативе Генри Ли в 1800 году, Бенжамина Хьюджера в 1816 году и Джеймса Бьюкенена в 1824 году, но только в 1829 году инженеры стали разрабатывать проекты крипты для Капитолия. В 1832 году, ввиду празднования 100-летия со дня рождения Вашингтона, Конгресс повторил свою просьбу о перезахоронении, но Джон Вашингтон, которому на тот момент принадлежала Маунт-Вернон, не дал согласия. На этом вопрос был закрыт, а крипта, построенная для Вашингтона в Капитолии, осталась пустой.
Фамильное захоронение в Маунт-Вернон первое время было оставлено без внимания и почти заброшено. В 1818 году один из посетителей писал, что гробы в склепе истлели в пыль и кости лежали на виду. Только в 1831 году был построен новый склеп, и останки Джорджа и Марты были перенесены в мраморные саркофаги.

## Личная жизнь
Вашингтон был известен своей большой силой. Он был выше большинства своих современников. Взрослым весил между 95 и 100 кг.

### Религиозные взгляды
Исследователям немало известно о религиозных взглядах Вашингтона, но тем не менее этот вопрос вплоть до XXI века вызывает споры. Он был крещён и воспитан в англиканской церкви, и его жена тоже была прихожанкой этой же церкви. Вашингтон был достаточно религиозен по стандартам своего времени, являлся членом приходского совета епископальной церкви и иногда произносил благодарственные молитвы перед едой. Будучи президентом, он посещал разные церкви, но чаще англиканские и епископальные. В Вирджинии он чаще всего посещал церковь Поуик-Чёрч в округе Фэрфакс. Его записи показывают, что он чаще посещал церковь в кризисные моменты и в то время, когда находился в больших городах, где церкви были доступнее.
Вместе с тем Вашингтон, как и многие отцы-основатели, так и не прошёл конфирмацию. Кроме того, он уклонялся от причастия. Правила того времени требовали причащаться четыре раза в год, и Вашингтон всякий раз покидал церковь до начала причастия. Причины такого поведения оставались загадкой для современников. Он мог считать себя по какой-то причине недостойным причастия, или же мог действовать исходя из принципов деизма. Его официальные речи и выступления тоже выглядят деистическими: он упоминает «Провидение», «Творца», или «Всемогущего», или «Верховное Существо», но не говорит о христианстве или Христе. Как многие деисты, он уделял много внимания морали и этике, но совершенно не интересовался богословием. Достоверно неизвестно, верил ли он в вечную жизнь, хотя он был масоном, а философия масонства подразумевает такую веру.
Сразу после смерти Вашингтона многие авторы стали изображать его как истинного христианина, который проводил много времени в молитвах. Таким рисовали его книги The Life of George Washington (1800) Мэйсона Лока или The Religious Opinions and Character of Washington (1836) Эдварда Макгира. Уже тогда многие современники Вашингтона считали такую трактовку неверной и возражали, что он был деистом. Примерно с 1932 года начали появляться первые сомнения в приверженности Вашингтона классическому христианству, а в 1963 году была опубликована книга Пола Боллера George Washington and Religion, в которой Вашингтон был прямо назван деистом и такая оценка устоялась в историографии. Историк Питер Лилбек считает такую оценку преувеличенной; Вашингтон был скрытным человеком, редко говорившим о своих убеждениях. Религиозный экстаз Великого пробуждения не затронул Вирджинию так, как другие колонии, и у Вашингтона не было оснований открыто исповедовать свою веру.

### Вашингтон и масонство

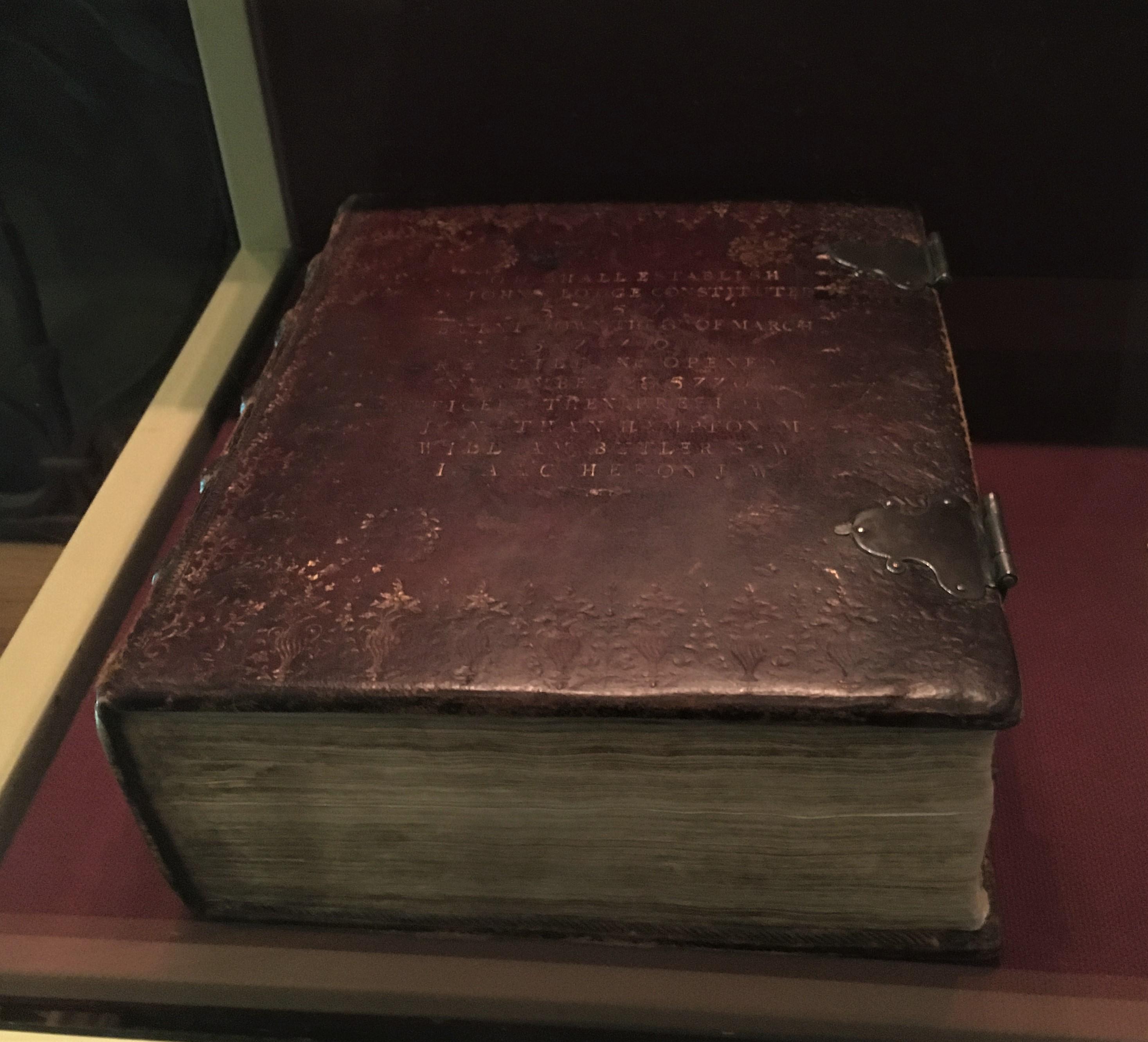
Библия, на которой Вашингтон давал президентскую клятву на инаугурации 1789 года

Вашингтону было 20 лет, когда 4 ноября 1752 года он вступил в масонскую ложу Фредериксберга и получил степень ученика. Уже 3 марта 1753 года ему была присвоена степень подмастерья. В тот же год 4 августа он получил степень мастера-масона. Из записей ложи следует, что потом он посетил только два собрания: 1 сентября 1753 и 4 января 1755. Многие из собратьев фредериксбергской ложи позже стали офицерами Континентальной армии: в том числе Хью Мерсер, Джордж Уидон и Томас Поузи. После создания Великой ложи Вирджинии в 1778 году фредериксбергская ложа стала ложей № 4.
Почти ничего не известно о связях Вашингтона с масонством между 1753 и 1775 годами, поскольку архивы фредериксбергской ложи утрачены. Едва ли у него была возможность посещать собрания: до 1759 года он находился на фронтире и при армии, а затем жил в Маунт-Вернон, в 50 милях от Фредериксберга. Он мог навещать ложу в те дни, когда приезжал во Фредериксберг на встречу с матерью. Он был уважаемым членом сообщества, и при создании Великой ложи Вирджинии ему предлагали стать великим мастером.
Начиная с 1778 года и до конца своей жизни Вашингтон часто участвовал в масонских собраниях. Уже будучи президентом он переписывался с региональными ложами, и встречался с масонскими делегациями во время путешествий 1790 и 1791 годов. 18 сентября 1793 года он был временно исполняющим обязанности великого мастера на масонской церемонии закладки краеугольного камня Капитолия. В 1794 году ложа поручила Уильяму Уильямсу нарисовать Вашингтона, одетого в масонские регалии.
Своё отношение к масонству Вашингтон высказал в письме членам ньюпортской ложи: «Убеждённый, что правильное применение принципов, на которых базируется масонское братство, должно содействовать личной добродетели и общественному процветанию, я всегда буду счастлив действовать в интересах общества и быть ему достойным братом».

### Отношение к рабству
Вашингтон владел рабами с юности, когда в возрасте 11 лет получил по наследству от отца 10 рабов, и до самой смерти, когда завещал освободить всех рабов на своей плантации. Он никогда не делал публичных заявлений по поводу рабства: ни в годы работы в вирджинском законодательном собрании, ни в годы войны. Его действия и частные высказывания позволяют проследить долгую и медленную эволюцию его взглядов. В юности он воспринимал рабство так же, как и все рабовладельцы его класса, но после начала Войны за независимость начал высказываться всё более и более решительно в пользу отмены рабства. Переломным моментом стал 1789 год, когда он переписал своё завещание, вписав в него требование освобождения своих рабов.
После войны маркиз Лафайет уговаривал Вашингтона освободить своих рабов и тем подать пример остальным. Вашингтон не пошёл на эту меру, но в частных разговорах выражал надежду на постепенное освобождение рабов инициативами законодательных собраний. В годы своего президентства он не стал предпринимать мер против рабовладения и даже подписал закон о беглых рабах 1793 года, хотя втайне лоббировал в Конгрессе петиции квакеров об отмене рабства. Он дважды намеревался освободить своих рабов, но в первый раз этому помешали экономические проблемы, а во второй раз этому воспротивились его родственники.

### Медицинская история
Ещё в 1748 году Вашингтон заразился малярией в болотах около Александрии, и его лечили корой хинного дерева. Возможно, передозировка этого медикамента привела к ухудшению его здоровья в поздние годы жизни. В 1751 году он посетил Барбадос и заразился оспой. Он выздоровел довольно быстро и обрёл иммунитет, но шрамы на его лице остались на всю жизнь. В 1761 году, уже после свадьбы, у Вашингтона случился приступ малярии. С 1764 года он стал интересоваться медициной и выписывал из Англии медикаменты. В конце 1760-х его приёмная дочь болела туберкулёзом и существуют предположения, что он тоже мог им заразиться. К 1775 году был сторонником лечения кровопусканием и часто применял этот метод на себе самом.

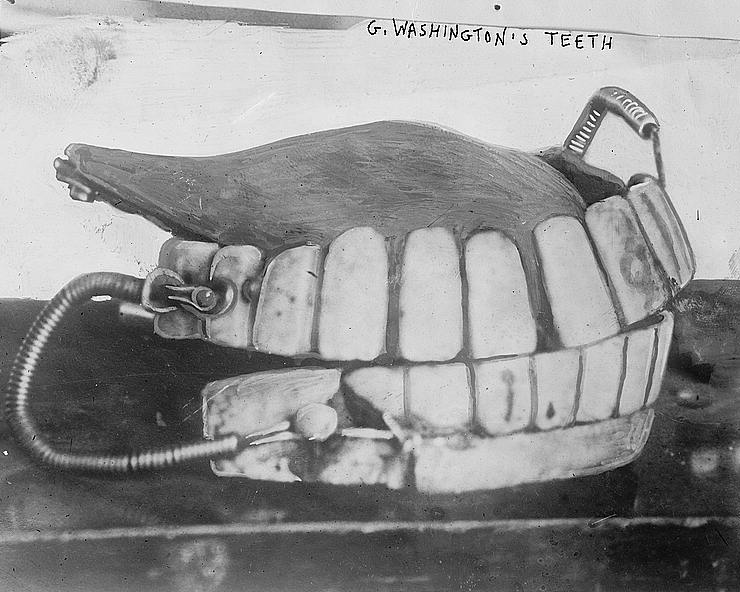
Вставная челюсть Вашингтона

В 1787 году у него обнаружились симптомы, напоминающие артрит. В 1789 году, через полгода после инаугурации, у него появился карбункул, который пришлось удалять хирургическим путём. В те же дни у него развился конъюнктивит и пневмония, из-за чего он не мог исполнять обязанности президента 109 дней. Однако всё его президентство прошло без серьёзных осложнений. Ближе к концу жизни у Вашингтона стали портиться зубы, и он использовал вставные челюсти из кости кита, соединённые золотой пружиной. Они были несовершенны, причиняли много неудобств, и, вероятно, по этой причине на всех портретах он изображён без улыбки. К 1789 году у него оставался только один зуб (левый нижний коренной), на котором держалась вставная челюсть. Этот зуб выпал в 1796 году. Он часто испытывал зубную боль, принимал обезболивающие и, вероятно, сам производил опиат из маков на своей плантации.
У Вашингтона была наследственная предрасположенность к респираторным заболеваниям, и он не рассчитывал на долгую жизнь, однако ему удалось прожить дольше, чем большинству его предков. Главной загадкой в его медицинской истории остаётся отсутствие у него детей несмотря на сильный и крепкий организм. Самой вероятной причиной бесплодия медики считают заразные болезни: туберкулёз или оспу, которыми он болел во время путешествия на Барбадос в 1751 году.

## Историческая репутация и наследие

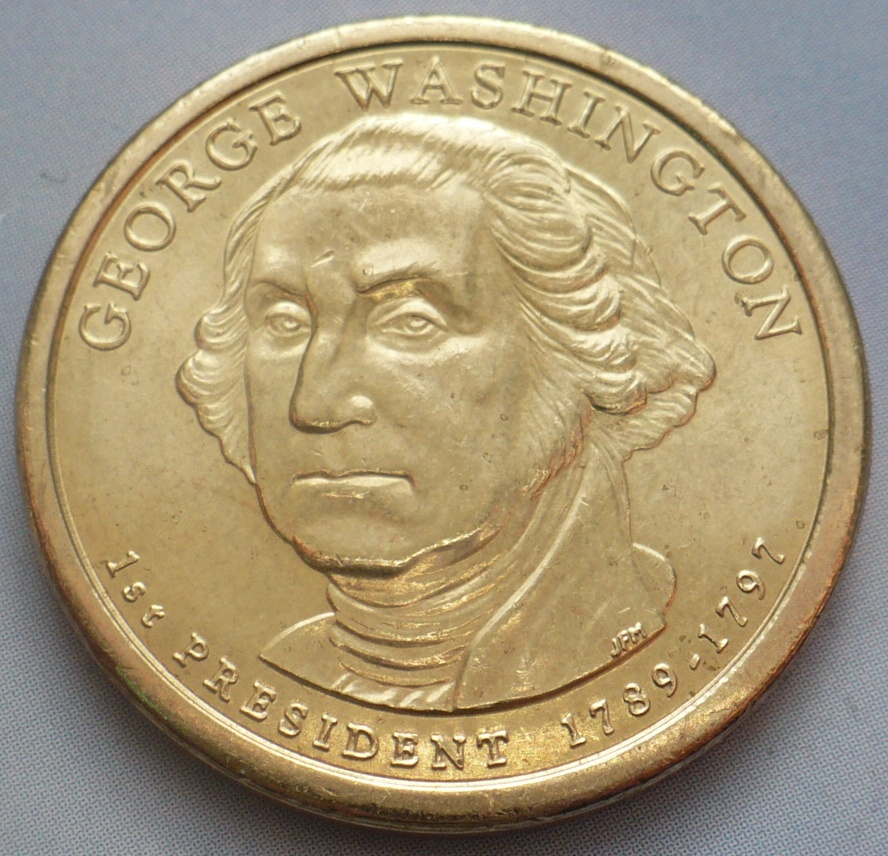
Дж. Вашингтон на памятной монете 1 доллар 2007 года

В общественном сознании американцев Вашингтон остался как выдающийся военный лидер, а также как вождь, добровольно сложивший с себя полномочия после конца войны. Он казался редким случаем лидера, который боролся за свободу общества, а не за личную власть. Постепенно сложился образ отца-основателя, который спас страну из рабства Англии подобно Моисею, выведшему еврейский народ из Египта. Фреска «Апофеоз Вашингтона» в Капитолии Вашингтона (1865 г.) изображала его восходящим на небо подобно богу.
После смерти о Вашингтоне вспоминали по самым различным причинам. О его жизни было написано множество биографий, из которых первой прославилась биография авторства Парсона Вимса. После Гражданской войны интерес к личности Вашингтона снизился, будучи отчасти вытеснен фигурой Авраама Линкольна. По мере того, как Америка становилась всё менее аристократической страной, Вашингтон стал восприниматься как обычный человек с обычными человеческими недостатками. Он запомнился людям как военный лидер, как президент и как человек, сформировавший американскую политическую традицию.
В 1976 году Джорджу Вашингтону было посмертно присвоено звание «генерал армий Соединённых Штатов». Во время Войны за независимость он имел ранг полного генерала, а после войны, в Регулярной армии — ранг генерал-майора, поскольку в то время это был высший ранг в американской армии. Когда появился следующий ранг — генерал-лейтенанта — он тоже был присвоен Вашингтону, хотя тот уже отошёл от дел, в знак уважения как верховному главнокомандующему. Однако уже после смерти Вашингтона в американской армии появились ещё более высокие ранги — генеральские четырёх-, пяти- и даже шестизвёздные. Чтобы никто не мог быть выше самого первого верховного главнокомандующего, Конгресс посмертно произвёл его в самый высокий ранг.

### Монументы

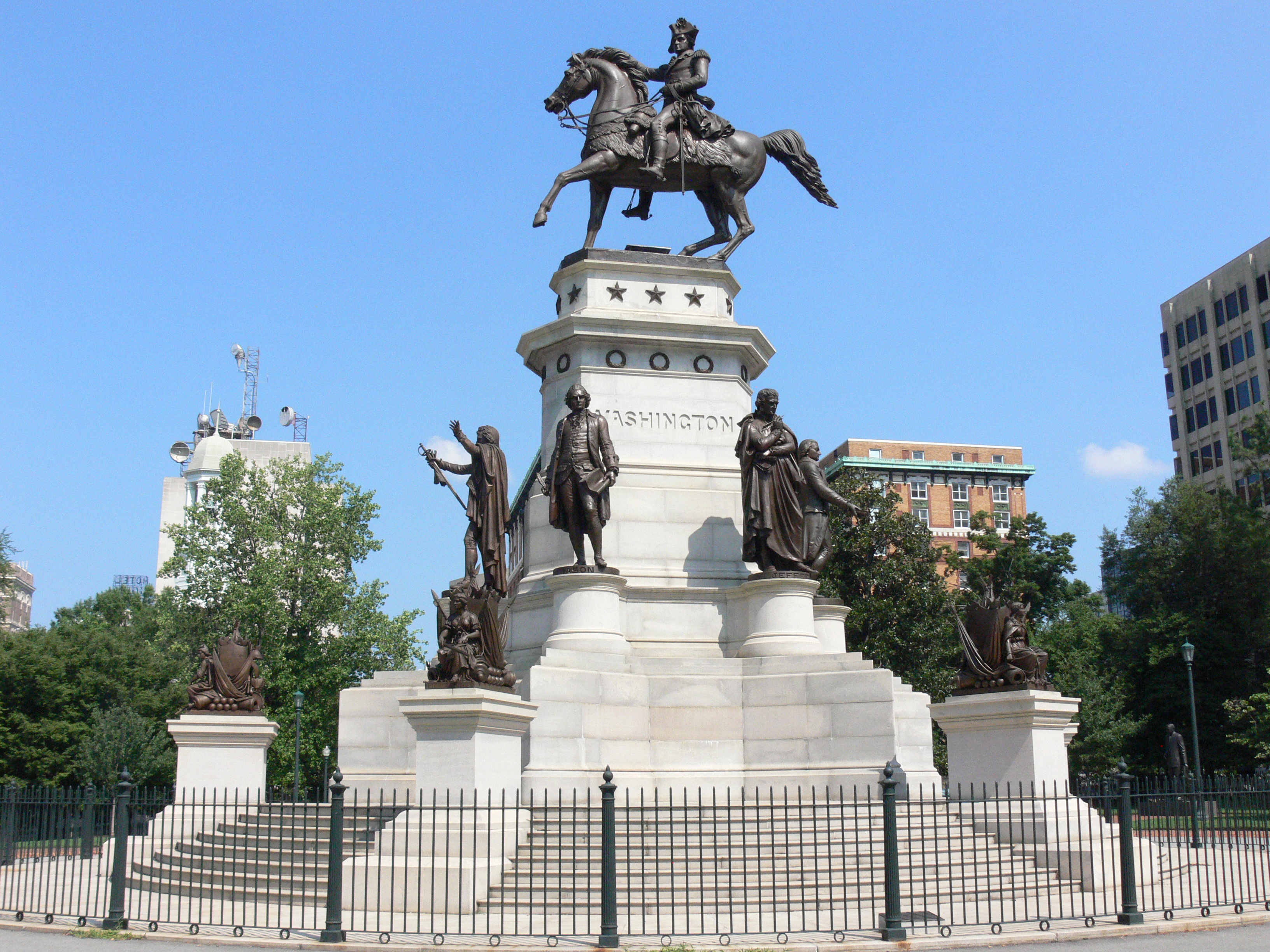
Вирджинский монумент

Уже начиная с конца войны возникали предложения поставить памятник Вашингтону. После его смерти Конгресс начал рассматривать этот вопрос, но в 1801 году к власти пришла демократическо-республиканская партия, которая считала Вашингтона символом федерализма и в целом негативно воспринимала идею установки памятника правителям страны. Политические споры затянули решение вопроса и только в конце XIX века, когда Вашингтон стал символом единения Севера и Юга, появление такого памятника стало возможным. Первый памятник появился в мэрилендском Бунсборо в 1827 году. Памятник Вашингтону, сделанный в Европе рукой искусного художника, привезён в Бостон 22 июля 1841 г. Первая статуя Вашингтона (конная) была установлена в Нью-Йорке на Юнион-Сквер в 1856 году. Она была поставлена на средства нью-йоркских торговцев, выполнена Генри Кирком Брауном и открыта на 80-летие Независимости. Вторым монументом стал Virginia Washington Monument скульптора Томаса Кроуфорда, открытый в Ричмонде в 1869 году.
В 1833 году было создано общество Washington National Monument Society, которое собрало средства на постройку обелиска в честь Вашингтона по проекту Роберта Миллса. Строительство началось в 1848 году, но остановилось в 1854 году. Только в 1876 году Конгресс нашёл средства и продолжил строительство, завершившееся в 1884 году. 21 февраля 1885 года Монумент Вашингтона был официально открыт.
В честь Вашингтона в Америке воздвигнуто множество памятников, в том числе громадный (170 м.) обелиск недалеко от Белого дома в Вашингтоне.
В 1923 году историк Доэйн Робинсон из Южной Дакоты предложил вырезать головы американских президентов на горе Рашмор. Работы начались в 1927 году под руководством скульптора Джона Борглума. Голова Вашингтона была создана первой и торжественно открыта 4 июля 1930 года. Изготовление остальных фигур было завершено в 1941 году.
В 1785 году Вирджинская Ассамблея поручила французскому скульптору Жану-Антуану Гудону изваять бюст Вашингтона. Гудон работал над бюстом в октябре того года. Бюст его работы стал основой для многочисленных копий, в том числе для профиля на куотере с Вашингтоном.

### Дневники и переписка
Вашингтон вёл личные дневники почти всю свою жизнь, начиная с экспедиции 1748 года, и до 13 декабря 1799 года. Это были дневники путешествий, событий, записи о погоде и о мероприятиях на фермах. Журнал огайской экспедиции уже в июне 1754 года был опубликован в Лондоне. С 1976 по 1979 год дневники были изданы в шести томах в Шарлотсвилле под редакцией Дональда Джексона.
Кроме дневников, Вашингтон писал и получал множество писем. Осознавая их историческую ценность, он тщательно заботился о сохранности своего архива и часто делал копии писем. После его смерти архив перешёл во владение его наследника Башрода Вашингтона. Примерно в это время Марта Вашингтон изъяла и сожгла их личную переписку. Часть документов забрал Джон Маршалл для работы над биографией Вашингтона, и они пострадали от неправильного хранения. Лафайет и Мэдисон тоже изъяли часть своих писем. В январе 1827 года Башрод Вашингтон разрешил Джареду Спарксу опубликовать часть архива; в итоге между 1833 и 1837 годами Спаркс опубликовал The Writings of George Washington в 11 томах. Он, однако, правил грамматику и даже переделывал целые предложения. После смерти Башрода в 1829 году архив достался его племяннику, конгрессмену Джорджу Корбину Вашингтону, который в 1833 году продал архив Государственному Департаменту, где они оставались до 1904 года, когда их передали в Библиотеку Конгресса.
Последнее наиболее полное собрание документов издавалось в Шарлотсвилле с 1983 года:
- Довоенная переписка (7 июля 1748  — 15 июня 1775) 10 томов, 1983—1995.
- Военная переписка (16 июня 1775 — 4 июля 1780) 26 томов 1985—2018
- Переписка эпохи Конфедерации (1 января 1784 — 23 сентября 1788) 6 томов 1992—1997
- Переписка эпохи президентства (24 сентября 1788 — 31 марта 1796) 19 томов 1987—2016
- Переписка последних лет жизни (4 марта 1797  — 13 декабря 1799) 4 тома 1998—1999

### Топонимика
Именем Вашингтона названо несколько городов в Соединённых Штатах, в том числе и столица. Первым местом, названным в честь Вашингтона, стал форт Вашингтон, построенный на Манхеттене в 1776 году. В 1784 году комитет во главе с Томасом Джефферсоном предложил разделить территорию Северо-Запада на 10 штатов, один из которых предполагалось назвать «Вашингтон». Но Конгресс отклонил это предложение. В 1790 году было принято решение перенести столицу на Потомак; в начале 1791 года Вашингтон поручил Пьеру Ланфану разработать план будущей столицы. В том же году Вашингтон узнал, что город предполагается назвать «Вашингтон» или «Вашингтонополь», и не стал препятствовать этому. После этого всё новые и новые места называли именем Вашингтона, и в настоящее время таких топонимов уже 120.
В 1852 году жители Северного Орегона попросили Конгресс сделать их независимой от Орегона территорией под названием «Территория Колумбия». Конгресс утвердил прошение о независимости, но отклонил название из-за возможной путаницы с Дистриктом Колумбия. Вместо этого он постановил назвать новый штат «Вашингтон».

### В астрономии
В честь Джорджа Вашингтона назван астероид (886) Вашингтония, открытый 16 ноября 1917 года американским астрономом Джорджом Генри Питерсом в Военно-морской обсерватории США

### На банкнотах и монетах

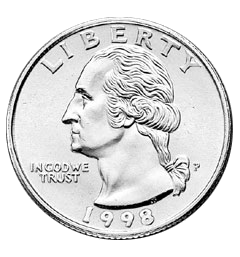
Куотер

В 1796 году художник Гилберт Стюарт создал так называемый Атенеумский портрет Вашингтона. В 1869 году это изображение Вашингтона, повёрнутое на 180 градусов, было помещено на 1-долларовую банкноту. В 1932 году, к 200-летию Вашингтона, его изображение было размещено на монете в 25 центов (куотере). Новый дизайн монеты разработал скульптор Джон Флэнаган, основываясь на бюсте работы Гудона. При этом был отклонён дизайн авторства Лауры Фрейзер, но впоследствии он был использован при выпуске золотой 5-долларовой монеты в 1999 году, к 200-летию смерти Вашингтона.
В 2007 году Вашингтон был изображён на первой 1-долларовой монете из серии монет в честь американских президентов.

### Кино
Первым известным фильмом с изображением Вашингтона стал немой фильм «Washington at Valley Forge» 1908 года. Следующими стали «Washington Under the British Flag» и «Washington Under the American Flag» 1909 года. Вашингтон кратковременно появляется в фильме «Америка» 1924 года, а в 1939 году Монтегю Лав сыграл его в цветном фильме «Сыны свободы». В короткометражном фильме «Флаг: История, вдохновлённая традициями Бетси Росс» (1927) роль Вашингтона исполнил Фрэнсис Бушмен. Монтегю снова снялся в роли Вашингтона в фильме «The Remarkable Andrew» 1942 года. В ленте 1946 года «Месье Бокэр» роль Вашингтона исполнил Дугласс Дамбрилл. В 1979 году Питер Грейвс снялся в роли Вашингтона в телефильме «Мятежники». В 1984 году был снят мини-сериал «George Washington», а в 1986 году его вторая часть, «George Washington II: The Forging of a Nation». В 1990-е Вашингтон появлялся в некоторых видеоиграх и анимационных фильмах, в том числе в 16-м эпизоде сериала «Симпсоны»: «Lisa the Iconoclast». В 2000 году Джефф Дэниелс сыграл Вашингтона в телефильме «The Crossing», а в 2003 Келси Грэммер сыграл его в фильме «Benedict Arnold: A Question of Honor». Дэвид Морс сыграл его в мини-сериале «Джон Адамс», а Джейсон О’Мара — в мини-сериале «Сыны свободы» 2015 года. В мультфильме «Приключения мистера Пибоди и Шермана» (2014) Вашингтона озвучил Джесс Харнелл. В 2021 году на сервисе Netflix вышел комедийный сатирический мультфильм «Америка: Фильм», в котором героя озвучил Ченнинг Татум.